# Liste der denkmalgeschützten Objekte in Freistadt
Die Liste der denkmalgeschützten Objekte in Freistadt enthält die 165 denkmalgeschützten, unbeweglichen Objekte der oberösterreichischen Gemeinde Freistadt.

## Denkmäler
| Foto |                 | Denkmal | Standort                                             | Beschreibung | Metadaten |
| ---- | --------------- | --- | ---------------------------------------------------- | --- | --- |
| ja   | Datei hochladen | Böhmertor HERIS-ID: 20547 Objekt-ID: 16851                                                                                          | Böhmer Gasse Standort KG: Freistadt                  | Das Böhmertor ist ein gewaltiger Torturm und hieß früher Spitalstor, weil bis ins 15. Jahrhundert das Freistädter Spital vor dem Tor neben der Liebfrauenkirche stand. Eine andere Bezeichnung war Frauentor, dieser Name entstand wegen der Liebfrauenkirche und dem nahen Frauenteich. Später änderte sich der Name in den heutigen, da die Straße durch das Tor nach Böhmen führt. | BDA-Hist.: Q1019706 Status: § 2a Stand der BDA-Liste: 2025-06-30 Name: Böhmertor GstNr.: 21/2, 15, .588 Böhmertor |
| ja   | Datei hochladen | Wohn- und ehem. Handwerkerhaus HERIS-ID: 20552 Objekt-ID: 16856                                                                     | Böhmer Gasse 3 Standort KG: Freistadt                | Ein dreigeschoßiger Bau mit späthistoristischer Fassade auf einer schmalen Parzelle, das kleinste Haus der Gasse. Der Kernbau stammt aus der Zeit um 1673 und die Fassade wurde Ende des 19. Jahrhunderts erneuert. Im Inneren besitzt der Seitenflur ein Tonnengewölbe. | BDA-Hist.: Q37854807 Status: Bescheid Stand der BDA-Liste: 2025-06-30 Name: Wohn- und ehem. Handwerkerhaus GstNr.: .127 |
| ja   | Datei hochladen | Sog. Grosch-Haus HERIS-ID: 6237 Objekt-ID: 2114                                                                                     | Böhmer Gasse 4 Standort KG: Freistadt                | Das zweite Obergeschoß stammt vermutlich vom Beginn des 17. Jahrhunderts. Die Hauptfassade zeigt einen spätgotischen Flacherker. Im Inneren besitzt der Flur ein Tonnengewölbe. Im ersten Stock findet sich eine Riemlingdecke aus der Zeit um 1520, im zweiten Stock existieren Balken mit Kerbschnittdekor. | BDA-Hist.: Q37887046 Status: Bescheid Stand der BDA-Liste: 2025-06-30 Name: Sog. Grosch-Haus GstNr.: .4 |
| ja   | Datei hochladen | Bürgerhaus HERIS-ID: 6238 Objekt-ID: 2115                                                                                           | Böhmer Gasse 5 Standort KG: Freistadt                | Ein vierflügeliges Gebäude mit breitem Haupt- und Hinterhaus und einem Arkadenhof. Die Straßenfassade beinhaltet ein rundbogiges Tor aus der ersten Hälfte des 16. Jahrhunderts. Über dem Tor ist ein Renaissanceflacherker, der die Jahreszahl 1577 trägt. Im Inneren ist die Mitteldurchfahrt tonnengewölbt. Die Treppen zeigen Rauten- und Schlingendekor. Im ersten Stock wiederum ein tonnengewölbter Flur und eine Hofstube mit Riemlingdecke auf Rüstbaum. | BDA-Hist.: Q37887092 Status: Bescheid Stand der BDA-Liste: 2025-06-30 Name: Bürgerhaus GstNr.: .128 |
| ja   | Datei hochladen | Gasthof Deim (ehem. Kronberger)/Gasthof Goldener Hirsch, mit Teil der inneren Stadtmauer und Zwinger HERIS-ID: 6239 Objekt-ID: 2116 | Böhmer Gasse 8 Standort KG: Freistadt                | Ein spätgotischer Gebäudekomplex, der sich entlang der Schlossgasse bis zum äußeren Schlosshof erstreckt und seit 1939 unter Denkmalschutz steht. Das Haupthaus ist dreigeschoßig mit einem spätgotischen Breiterker und reichem Fassadendekor aus der Zeit nach 1880. Im Inneren sind die spätgotische Raumaufteilung und zum Teil die spätgotische Ausstattung noch vorhanden. | BDA-Hist.: Q37887194 Status: Bescheid Stand der BDA-Liste: 2025-06-30 Name: Gasthof Deim (ehem. Kronberger)/Gasthof Goldener Hirsch, mit Teil der inneren Stadtmauer und Zwinger GstNr.: .2, 11 Böhmergasse 8, Freistadt                     |
| ja   | Datei hochladen | Stadthaus Resch HERIS-ID: 6240 Objekt-ID: 2117                                                                                      | Böhmer Gasse 9 Standort KG: Freistadt                | Ein langgezogener Gebäudekomplex mit der ehemaligen Heiligen-Geist-Kapelle im Hofflügel. Das spätgotische Haupthaus und der Hofflügel stammen vom Ende des 15. Jahrhunderts, an denen im 17. und 18. Jahrhundert barocke Änderungen durchgeführt wurden. Das zweite Obergeschoß ist ein Neubau aus der Zeit nach 1880. Umbau 2010. | BDA-Hist.: Q37887253 Status: Bescheid Stand der BDA-Liste: 2025-06-30 Name: Stadthaus Resch GstNr.: .130 |
| ja   | Datei hochladen | Haus samt Teil der inneren Stadtmauer und Zwinger HERIS-ID: 21937 Objekt-ID: 18262                                                  | Böhmer Gasse 10 Standort KG: Freistadt               | Es ist ein breites, zweigeschoßiges Gebäude mit spätgotisch abgefastem Spitzbogenportal. Die Mitteldurchfahrt besitzt eine Stichkappentonne aus dem 16./17. Jahrhundert. | BDA-Hist.: Q37865876 Status: Bescheid Stand der BDA-Liste: 2025-06-30 Name: Haus samt Teil der inneren Stadtmauer und Zwinger GstNr.: .1, 12                                                                                                 |
| ja   | Datei hochladen | Teil der inneren Stadtmauer HERIS-ID: 37839 Objekt-ID: 37152                                                                        | bei Böhmer Gasse 13 Standort KG: Freistadt           | In vollem Umfang historisch erhaltene Stadtbefestigung, urkundlich erwähnt 1337. Innere Stadtmauer bis Mitte des 14. Jahrhunderts errichtet. Gesamt ausgebaut bis Mitte des 16. Jahrhunderts. | BDA-Hist.: Q37977294 Status: Bescheid Stand der BDA-Liste: 2025-06-30 Name: Teil der inneren Stadtmauer GstNr.: .132 City wall of Freistadt                                                                                                  |
| ja   | Datei hochladen | Dechanthof und Befestigungsanlage HERIS-ID: 25312 Objekt-ID: 21733                                                                  | Dechanthofplatz 1 Standort KG: Freistadt             | Der Dechanthof ist ein mächtiger, dreigeschoßiger Vierflügelbau um einen Rechteckhof. Um 1600 erfolgte eine teilweise Erneuerung und Ende des 17. Jahrhunderts eine Neugestaltung durch Carlo Antonio Carlone. Die barocke Fassade stammt aus 1735 und wurde von Johann Michael Prunner gestaltet. | BDA-Hist.: Q1181788 Status: § 2a Stand der BDA-Liste: 2025-06-30 Name: Dechanthof und Befestigungsanlage GstNr.: .33, 55 Dechanthof Freistadt                                                                                                |
| ja   | Datei hochladen | Dechanthofturm oder Pefferbüchsturm HERIS-ID: 13802 Objekt-ID: 10013                                                                | Dechanthofplatz 1 Standort KG: Freistadt             | Er steht direkt an der Zwingermauer, ist rund 21 Meter hoch und hat einen Durchmesser von 7,5 Metern. Dieser Turm im Süden der Stadt wurde erst 1440 erbaut und zählt zu den jüngsten Verteidigungsanlagen der Stadt. Die Aufgaben des Turms waren der Schutz des Wasserauslaufs aus dem Stadtgraben und den Schwellmauern im Stadtgraben mit einem freien Schussfeld im Zwinger auf drei Seiten. | BDA-Hist.: Q64031870 Status: § 2a Stand der BDA-Liste: 2025-06-30 Name: Dechanthofturm oder Pefferbüchsturm GstNr.: .32 |
| ja   | Datei hochladen | Ehem. Benefiziatenhaus HERIS-ID: 19781 Objekt-ID: 16079                                                                             | Dechanthofplatz 3 Standort KG: Freistadt             | Ehemaliges Benefiziatenhaus (Stiftung) bis ins 17. Jahrhundert. Erbaut wurde das Gebäude in der ersten Hälfte des 16. Jahrhunderts und die Fassade besitzt ein gotisches Schulterbogenportal. Im Inneren besteht eine reiche Ausstattung mit Holzdecken. | BDA-Hist.: Q37848920 Status: Bescheid Stand der BDA-Liste: 2025-06-30 Name: Ehem. Benefiziatenhaus GstNr.: .54 |
| ja   | Datei hochladen | Linzer Tor HERIS-ID: 13801 Objekt-ID: 10012                                                                                         | bei Eisengasse 22 Standort KG: Freistadt             | Das Linzertor zählt mit seinen 28 m Höhe zu den mächtigsten Tortürmen Mitteleuropas und gilt als das Wahrzeichen der Stadt. Das Linzertor wurde im Laufe der Zeit mehrmals an den aktuellen Baustil angepasst. | BDA-Hist.: Q1827179 Status: § 2a Stand der BDA-Liste: 2025-06-30 Name: Linzer Tor GstNr.: .179 Linzertor |
| ja   | Datei hochladen | Bürgerhaus, Wohn- und Geschäftshaus HERIS-ID: 19732 Objekt-ID: 16030                                                                | Eisengasse 2 Standort KG: Freistadt                  | Der Hausstock ist bereits älter und wurde erstmals urkundlich im Jahr 1425 erwähnt. Das Haus wurde Mitte des 18. Jahrhunderts aufgestockt und die Fassade barockisiert. Das Erdgeschoß und das erste Obergeschoß sind mit Gewölben ausgestattet. | BDA-Hist.: Q37848506 Status: Bescheid Stand der BDA-Liste: 2025-06-30 Name: Bürgerhaus, Wohn- und Geschäftshaus GstNr.: .166 |
| ja   | Datei hochladen | Bürgerhaus, Café HERIS-ID: 19733 Objekt-ID: 16031seit 2012                                                                          | Eisengasse 3 Standort KG: Freistadt                  | Ein zweigeschoßiges Bürgerhaus mit der historischen Ausstattung im Inneren und einem einjochigen Kreuzgratgewölbe. Im Keller ist ein gefastes Spitzbogenportal aus der Zeit um 1500 eingebaut. In der Stube steht ein Rüstbaum mit der Jahreszahl 1733. | BDA-Hist.: Q37848519 Status: Bescheid Stand der BDA-Liste: 2025-06-30 Name: Bürgerhaus, Café GstNr.: .46 |
| ja   | Datei hochladen | Bürgerhaus HERIS-ID: 19734 Objekt-ID: 16032                                                                                         | Eisengasse 4 Standort KG: Freistadt                  | Die Fassade zeigt einen Breiterker auf Konsolen mit reichem Blendmaßwerkfries. Im Inneren wurden Teile umgebaut, es gibt eine spätgotische Treppe. | BDA-Hist.: Q37848528 Status: Bescheid Stand der BDA-Liste: 2025-06-30 Name: Bürgerhaus GstNr.: .167 |
| ja   | Datei hochladen | Sagederhaus HERIS-ID: 19735 Objekt-ID: 16033                                                                                        | Eisengasse 5 Standort KG: Freistadt                  | Ein spätmittelalterliches Bürgerhaus mit einer klassizistischen Fassade aus dem Ende des 18. Jahrhunderts. Im Erdgeschoß gibt es zwei Räume mit Tonnengewölbe. | BDA-Hist.: Q37848540 Status: Bescheid Stand der BDA-Liste: 2025-06-30 Name: Sagederhaus GstNr.: .45 |
| ja   | Datei hochladen | Bürgerhaus, Wohnhaus HERIS-ID: 19736 Objekt-ID: 16034                                                                               | Eisengasse 6 Standort KG: Freistadt                  | Ein Bürgerhaus aus dem 15. und 16. Jahrhundert, das urkundlich 1541 zum ersten Mal erwähnt wurde und seit 1941 unter Denkmalschutz steht. Es wurde im späten 18. Jahrhundert umgebaut und erhielt um 1800 eine klassizistische Fassade. Im Innenbereich haben die Räume Tonnengewölbe; ein spätgotisches Schulterbogenportal um 1500 gibt es ebenfalls. | BDA-Hist.: Q37848553 Status: Bescheid Stand der BDA-Liste: 2025-06-30 Name: Bürgerhaus, Wohnhaus GstNr.: .168/2 |
| ja   | Datei hochladen | Teil der inneren Stadtmauer und Zwinger HERIS-ID: 37840 Objekt-ID: 37157                                                            | bei Eisengasse 6 Standort KG: Freistadt              | In vollem Umfang historisch erhaltene Stadtbefestigung, urkundlich erwähnt 1337. Innere Stadtmauer bis Mitte des 14. Jahrhunderts errichtet. Gesamt ausgebaut bis Mitte des 16. Jahrhunderts. | BDA-Hist.: Q37977304 Status: Bescheid Stand der BDA-Liste: 2025-06-30 Name: Teil der inneren Stadtmauer und Zwinger GstNr.: .168/1, 37/2 City wall of Freistadt                                                                              |
| ja   | Datei hochladen | Bürgerhaus, Wohnhaus HERIS-ID: 19737 Objekt-ID: 16035                                                                               | Eisengasse 7 Standort KG: Freistadt                  | Erstmals urkundlich erwähnt wurde das Gebäude 1428. Im Innenbereich findet sich eine reiche Ausstattung mit Gewölben aus dem 16. und 17. Jahrhundert und spätgotischen Portalen. Hofseitig existiert ein Arkadengang aus der Mitte des 16. Jahrhunderts. | BDA-Hist.: Q37848564 Status: Bescheid Stand der BDA-Liste: 2025-06-30 Name: Bürgerhaus, Wohnhaus GstNr.: .44 Eisengasse 7, Freistadt |
| ja   | Datei hochladen | Bürgerhaus, Wohn- und Geschäftshaus HERIS-ID: 19738 Objekt-ID: 16036                                                                | Eisengasse 8 Standort KG: Freistadt                  | Das Haus besteht aus spätgotischen Teilen mit einer frühsecessionistischer Fassade von 1906. Die Durchfahrt, ein gefastes Rundbogenportal von Beginn des 16. Jahrhunderts, mit Stichkappentonnengewölbe im Inneren. Das Hinterhaus hat ein Kreuzgratgewölbe vom Beginn des 17. Jahrhunderts und ein Platzlgewölbe vom Ende des 18. Jahrhunderts. | BDA-Hist.: Q37848575 Status: Bescheid Stand der BDA-Liste: 2025-06-30 Name: Bürgerhaus, Wohn- und Geschäftshaus GstNr.: .169 |
| ja   | Datei hochladen | Bürgerhaus, Wohn- und Geschäftshaus HERIS-ID: 19739 Objekt-ID: 16037                                                                | Eisengasse 9 Standort KG: Freistadt                  | Ein urkundlich erstmals um 1441 erwähntes Gebäude, das seit 1995 unter Denkmalschutz steht. Es hat eine einfache Fassadengliederung aus der Zeit um 1900. Im Inneren besitzt der Flur einen Tonnengewölbe und es existiert ein Raum mit einem Kreuzgratgewölbe aus der zweiten Hälfte des 19. Jahrhunderts. | BDA-Hist.: Q37848585 Status: Bescheid Stand der BDA-Liste: 2025-06-30 Name: Bürgerhaus, Wohn- und Geschäftshaus GstNr.: .43 |
| ja   | Datei hochladen | Bürgerhaus mit Teil der Stadtmauer HERIS-ID: 19740 Objekt-ID: 16038                                                                 | Eisengasse 10 Standort KG: Freistadt                 | Ein urkundlich erstmals 1483 erwähntes Gebäude mit einem reich profilierten Spitzbogentor um 1500. Das Haus ist größtenteils erneuert, dennoch zeigt es eine barocke Fassade aus dem zweiten Drittel des 18. Jahrhunderts. | BDA-Hist.: Q37848598 Status: Bescheid Stand der BDA-Liste: 2025-06-30 Name: Bürgerhaus mit Teil der Stadtmauer GstNr.: .170 |
| ja   | Datei hochladen | Bürgerhaus HERIS-ID: 46912 Objekt-ID: 49300                                                                                         | Eisengasse 11 Standort KG: Freistadt                 | Ein Gebäude mit dem Baukern aus dem 17. Jahrhundert, das in der zweiten Hälfte des 19. Jahrhunderts umgestaltet wurde. Außen zeigt sich ein steinernes Rundbogenportal mit abgefasten Gewänden. Im Inneren sind Traversengewölbe und Stichkappengewölbe zu finden. | BDA-Hist.: Q38024695 Status: Bescheid Stand der BDA-Liste: 2025-06-30 Name: Bürgerhaus GstNr.: .40 |
| ja   | Datei hochladen | Bürgerhaus mit Teil der inneren Stadtmauer und Zwinger HERIS-ID: 19743 Objekt-ID: 16041                                             | Eisengasse 14 Standort KG: Freistadt                 | Ein urkundlich erstmals erwähntes Gebäude aus dem Jahr 1431 mit einem Renaissanceportal aus 1596. Im Hof und im Keller existieren spätgotische Portale von Anfang des 16. Jahrhunderts. An der Hausrückseite steht ein gefaster Pfeiler von 1500, in der Stube befindet sich eine Holzdecke aus dem 16. Jahrhundert. | BDA-Hist.: Q37848620 Status: Bescheid Stand der BDA-Liste: 2025-06-30 Name: Bürgerhaus mit Teil der inneren Stadtmauer und Zwinger GstNr.: .171/1                                                                                            |
| ja   | Datei hochladen | Gasthaus Tröls, ehem. Zur Goldenen Sense mit Wirtshausschild und Stadtmauerteil HERIS-ID: 19744 Objekt-ID: 16042                    | Eisengasse 16 Standort KG: Freistadt                 | Das Gebäude war früher eine Brauerei und bis ins 21. Jahrhundert ein Gasthaus (Gasthaus Tröls). Die Fassade stammt vom Ende des 19. Jahrhunderts mit spätgotischen Fenstern. Die Hofdurchfahrt wird durch ein Tonnengewölbe gekennzeichnet. Im Inneren besteht ein Raum mit Kreuzgratgewölbe aus dem 16. Jahrhundert. | BDA-Hist.: Q37848634 Status: Bescheid Stand der BDA-Liste: 2025-06-30 Name: Gasthaus Tröls, ehem. Zur Goldenen Sense mit Wirtshausschild und Stadtmauerteil GstNr.: .173/1, 40                                                               |
| ja   | Datei hochladen | Bürgerhaus mit Teil der inneren Stadtmauer, Zwinger und Stallung HERIS-ID: 19745 Objekt-ID: 16043                                   | Eisengasse 18 Standort KG: Freistadt                 | Das Gebäude ist ein spätgotisches Bürgerhaus, das erstmals 1547 erwähnt wurde. Das Haus hat spätgotische Portale und im Hof einen Arkadengang aus der zweiten Hälfte des 16. Jahrhunderts. | BDA-Hist.: Q37848647 Status: Bescheid Stand der BDA-Liste: 2025-06-30 Name: Bürgerhaus mit Teil der inneren Stadtmauer, Zwinger und Stallung GstNr.: .177/2, .177/1, .174, 41                                                                |
| ja   | Datei hochladen | Bürgerhaus, Wohn- und Geschäftshaus HERIS-ID: 19746 Objekt-ID: 16044                                                                | Eisengasse 20 Standort KG: Freistadt                 | Ein spätgotisches Bürgerhaus, das erstmals 1547 erwähnt wurde und seither teilweise erneuter wurde. Die Umbauten fanden vor allem im 18. Jahrhundert statt. Die Fassade hat gefaste Rechteckfenster aus dem zweiten Drittel des 16. Jahrhunderts. | BDA-Hist.: Q37848657 Status: Bescheid Stand der BDA-Liste: 2025-06-30 Name: Bürgerhaus, Wohn- und Geschäftshaus GstNr.: .175 |
| ja   | Datei hochladen | Schmidinger-Turm mit Teil der inneren Stadtmauer und Zwinger HERIS-ID: 37841 Objekt-ID: 37169                                       | Eisengasse 24 Standort KG: Freistadt                 | Dieser halbrunde Turm ist rund 13,5 Meter hoch und weist unten eine Mauerstärke von 2,7 und oben von 1,2 Metern auf. Der Stadtgraben ist in diesem Bereich 4,2 Meter tief. Es wird angenommen, dass der Turm früher nach hinten offen war und jedes der vier Stockwerke zur Verteidigung verwendet werden konnte. Zusätzlich hat eine Verbindung mit dem Wehrgang bestanden. | BDA-Hist.: Q64031874 Status: Bescheid Stand der BDA-Liste: 2025-06-30 Name: Schmidinger-Turm mit Teil der inneren Stadtmauer und Zwinger GstNr.: .176, 44 Bürgercorpsturm, Freistadt                                                         |
| ja   | Datei hochladen | Wasserversorgungsanlage HERIS-ID: 20542 Objekt-ID: 16846                                                                            | Graben 30, in der Nähe Standort KG: Freistadt        | Kleiner Rechteckbau mit Attika erbaut 1890 für die erste Wasserleitung. | BDA-Hist.: Q37854711 Status: § 2a Stand der BDA-Liste: 2025-06-30 Name: Wasserversorgungsanlage GstNr.: .1067 |
| ja   | Datei hochladen | Brunnen HERIS-ID: 20539 Objekt-ID: 16843                                                                                            | Hauptplatz Standort KG: Freistadt                    | Ein barocker Brunnen, der seit 1704 im Zentrum des Hauptplatzes steht. Das oktogonale Becken weist eine Feldgliederung auf. Der wasserspeiende Mittelsteher wird von der Figur Maria Immaculata bekrönt. Die Figur stammt wohl von Johann Baptist Spaz dem Jüngeren aus der Mitte des 17. Jahrhunderts. | BDA-Hist.: Q37854697 Status: § 2a Stand der BDA-Liste: 2025-06-30 Name: Brunnen GstNr.: 1476/2 Marienbrunnen Freistadt |
| ja   | Datei hochladen | Rathaus, sog. Zinespanhof HERIS-ID: 20550 Objekt-ID: 16854                                                                          | Hauptplatz 1 Standort KG: Freistadt                  | Das einzige viergeschoßige Gebäude der Altstadt mit annähernd quadratischem Grundriss. Bis 1473 Bürgerhaus der Familie Zinespan, die auch die Allerheiligenkapelle in St. Peter errichtete. Seit 1491 Stadtbesitz, Maut- und Waaghaus bis wohl 1571 (alte Waage), Kreisamt 1784–1793, Gymnasium 1867–1890, Rathaus seit 1850. Der Kern des Gebäudes stammt aus der Renaissancezeit und wurde in der Barockzeit umgestaltet. Die Fassade trägt ein rustikagerahmtes Renaissance-Portal mit der Jahreszahl 1710 am Schlussstein. Im Zuge des Ausbaus des Gymnasiums wurde 1868 das oberste Geschoß errichtet. | BDA-Hist.: Q37854766 Status: § 2a Stand der BDA-Liste: 2025-06-30 Name: Rathaus, sog. Zinespanhof GstNr.: .69 |
| ja   | Datei hochladen | Bürgerhaus HERIS-ID: 6218 Objekt-ID: 2095                                                                                           | Hauptplatz 2 Standort KG: Freistadt                  | Die Renaissancefassade ist bemerkenswert und zahlreiche Baudetails sind erhalten (Fenstergewände, in Renaissance vermauerter Zinnenfries). Der Renaissance-Putzdekor stammt aus der Zeit um 1580/1600. Im Inneren trägt die Mitteldurchfahrt ein Tonnengewölbe. | BDA-Hist.: Q37885140 Status: Bescheid Stand der BDA-Liste: 2025-06-30 Name: Bürgerhaus GstNr.: .70 Hauptplatz 2, Freistadt |
| ja   | Datei hochladen | Bürgerhaus HERIS-ID: 6219 Objekt-ID: 2096                                                                                           | Hauptplatz 3 Standort KG: Freistadt                  | Ein dreiflügeliger Gebäudekomplex aus der Spätgotik mit Aufstockung in der Barockzeit um einen rechteckigen, spätgotischen Arkadenhof. Die Hauptfront wird von zwei Ecktürmchen geziert, der Linke besitzt im Erdgeschoß eine Laube (Ende 15. Jahrhundert). Im Inneren hat die breite Mitteldurchfahrt eine Tonnengewölbe. | BDA-Hist.: Q37885163 Status: Bescheid Stand der BDA-Liste: 2025-06-30 Name: Bürgerhaus GstNr.: .71 Hauptplatz 3, Freistadt |
| ja   | Datei hochladen | Bürgerhaus HERIS-ID: 6220 Objekt-ID: 2097                                                                                           | Hauptplatz 4 Standort KG: Freistadt                  | Ein dreiachsiges, dreigeschoßiges Haus mit spätmittelalterlichem Kern und barocker Aufstockung. Die Hauptfront besitzt ein Segmentbogentor und im ersten Stock spätgotisch profilierte Fenstergewände mit gekehlten Sohlbänken. | BDA-Hist.: Q37885240 Status: Bescheid Stand der BDA-Liste: 2025-06-30 Name: Bürgerhaus GstNr.: .72 |
| ja   | Datei hochladen | Bürgerhaus HERIS-ID: 6221 Objekt-ID: 2098                                                                                           | Hauptplatz 5 Standort KG: Freistadt                  | Ein mittelalterlicher Gebäudekomplex um engen Renaissance-Arkadenhof der seit 1940 unter Denkmalschutz steht. Die Fassade besitzt spätgotisch profilierte Fenstergewände. Im Inneren tragen zahlreiche Räume Tonnengewölbe. Bemerkenswert ist der tiefe Keller mit einem Stichkappentonnengewölbe auf einem Mittelpfeiler. | BDA-Hist.: Q37885355 Status: Bescheid Stand der BDA-Liste: 2025-06-30 Name: Bürgerhaus GstNr.: .73 |
| ja   | Datei hochladen | Bürgerhaus HERIS-ID: 6222 Objekt-ID: 2099                                                                                           | Hauptplatz 6 Standort KG: Freistadt                  | Ein mächtiges, dreigeschoßiges Haus mit einem Renaissance-Arkadenhof. An der Frontseite befindet sich ein spätgotischer, turmartiger Mittelerker vom Ende des 15. Jahrhunderts. Seitlich des Turms ist ein spätgotischer Breiterker. Die Fassade ist im strengen Historismus gehalten und stammt aus dem vierten Viertel des 19. Jahrhunderts. | BDA-Hist.: Q37885455 Status: Bescheid Stand der BDA-Liste: 2025-06-30 Name: Bürgerhaus GstNr.: .74 |
| ja   | Datei hochladen | Ehem. Gasthaus zur Goldenen Krone HERIS-ID: 6223 Objekt-ID: 2100                                                                    | Hauptplatz 7 Standort KG: Freistadt                  | Ein dreigeschoßiges, spätgotisches Breiterkerhaus mit einem Arkadenhof aus der zweiten Hälfte des 15. Jahrhunderts. In der Barockzeit wurde Adaptierungen vorgenommen. Der Breiterker sitzt auf taustabbesetzten Kragsteinen aus der Zeit um 1510/20. Das Haus war früher das Gasthaus zur Goldenen Krone, deshalb ist die Krone das Hauszeichen. | BDA-Hist.: Q105638630 Status: Bescheid Stand der BDA-Liste: 2025-06-30 Name: Ehem. Gasthaus zur Goldenen Krone GstNr.: .125 |
| ja   | Datei hochladen | Bürgerhaus HERIS-ID: 6224 Objekt-ID: 2101                                                                                           | Hauptplatz 8 Standort KG: Freistadt                  | Ein dreigeschoßiges Eckhaus das seit 1940 unter Denkmalschutz steht. Das Haus wurde am Ende des 18. Jahrhunderts aufgestockt. Die Obergeschoßgliederung der Fassade erfolgt durch Riesenlisenen und die Fassade trägt den reichen spätbarocken Fensterstuck. | BDA-Hist.: Q37885545 Status: Bescheid Stand der BDA-Liste: 2025-06-30 Name: Bürgerhaus GstNr.: .126 |
| ja   | Datei hochladen | Stadthaus Haunschmidt HERIS-ID: 6225 Objekt-ID: 2102                                                                                | Hauptplatz 9 Standort KG: Freistadt                  | Ein weiterer mächtiger, spätgotischer Eckbau, der einen Renaissance-Arkadenhof besitzt. Die dreigeschoßige Front trägt einen runden Eckerker aus der Zeit um 1600. Ein Rundbogenportal trägt die Jahreszahl 1608. Die spätbarocke Obergeschoßfassade trägt die Jahreszahl 1794. | BDA-Hist.: Q37885564 Status: Bescheid Stand der BDA-Liste: 2025-06-30 Name: Stadthaus Haunschmidt GstNr.: .5 |
| ja   | Datei hochladen | Bürgerhaus HERIS-ID: 6226 Objekt-ID: 2103                                                                                           | Hauptplatz 10 Standort KG: Freistadt                 | Ein dreigeschoßiger Gebäudekomplex um einen spätgotischen Arkadenhof an der Ecke zum äußeren Schlosshof. Die Hauptfront weist große Rundbogenöffnungen im Erdgeschoß auf. Die Obergeschoße sind mit zartem klassizistisch/josephinischem Fensterstuckdekor aus der Zeit um 1800 ausgestattet. | BDA-Hist.: Q37885643 Status: Bescheid Stand der BDA-Liste: 2025-06-30 Name: Bürgerhaus GstNr.: .6 |
| ja   | Datei hochladen | Schlosstaverne HERIS-ID: 6227 Objekt-ID: 2104                                                                                       | Hauptplatz 11 Standort KG: Freistadt                 | Ein schmales, mittelalterliches Eckhaus mit Adaptierungen in der Barockzeit (17./18. Jahrhundert). Die Hauptfront trägt einen spätgotischen, später untermauerten Breiterker. Im Inneren finden sich tonnen- bzw. kreuzgratgewölbte Seitenflure. Die Platzstube hat eine verputzte Holzdecke mit barockem Deckenstuckfeld. Der hofseitig liegende, ehemalige Stall besitzt ein gurtunterlegtes Tonnengewölbe, vermutlich um 1703. | BDA-Hist.: Q37885822 Status: Bescheid Stand der BDA-Liste: 2025-06-30 Name: Schlosstaverne GstNr.: .11 |
| ja   | Datei hochladen | Bürgerhaus mit Teil der inneren Stadtmauer und Zwinger HERIS-ID: 6228 Objekt-ID: 2105                                               | Hauptplatz 12 Standort KG: Freistadt                 | Ein für Freistadt typischer Gebäudekomplex mit Haupthaus, Hofflügeln und Hinterhaus, der seit 1940 unter Denkmalschutz steht. Zwei Einzelhäuser wurden unter Jakob Ries um 1617 vereinigt. Die sehr breit gelagerte Front hat einen spätgotischen Breiterker auf unterschiedlich gestalteten Konsolen. | BDA-Hist.: Q37885944 Status: Bescheid Stand der BDA-Liste: 2025-06-30 Name: Bürgerhaus mit Teil der inneren Stadtmauer und Zwinger GstNr.: .12, 74                                                                                           |
| ja   | Datei hochladen | Bürgerhaus mit Teil der inneren Stadtmauer und Zwinger HERIS-ID: 6229 Objekt-ID: 2106                                               | Hauptplatz 13 Standort KG: Freistadt                 | Ein spätgotischer Baukomplex mit engem Innenhof und weitgehend erhaltener spätgotischer Bausubstanz. Das schmale dreiachsige Haupthaus besitzt eine Seitendurchfahrt und ebenerdig ein reich profiliertes Spitzbogentor und mehrere Segmentbogenfenster. Im Inneren weist das Haus spätgotische Tonnen- und Kreuzrippengewölbe auf. | BDA-Hist.: Q37886043 Status: Bescheid Stand der BDA-Liste: 2025-06-30 Name: Bürgerhaus mit Teil der inneren Stadtmauer und Zwinger GstNr.: .13, 73                                                                                           |
| ja   | Datei hochladen | Bürgerhaus mit Teil der inneren Stadtmauer und Zwinger HERIS-ID: 6230 Objekt-ID: 2107                                               | Hauptplatz 14 Standort KG: Freistadt                 | Ein Gebäude mit Wohntrakt und Hinterhaus das seit 1940 unter Denkmalschutz steht. Der Kernbau stammt aus der zweiten Hälfte des 15. Jahrhunderts und wurde sowohl in der Renaissancezeit als auch in der Barockzeit umgebaut. Der spätgotische Breiterker wurde um 1816 untermauert. Das spätgotische Hauptportal wurde mehrfach umgestaltet. | BDA-Hist.: Q37886193 Status: Bescheid Stand der BDA-Liste: 2025-06-30 Name: Bürgerhaus mit Teil der inneren Stadtmauer und Zwinger GstNr.: .14, 72                                                                                           |
| ja   | Datei hochladen | Sparkasse, ehem. Piaristenhaus HERIS-ID: 6231 Objekt-ID: 2108                                                                       | Hauptplatz 15 Standort KG: Freistadt                 | Das Hauptgebäude wurde 1967/68 komplett neu errichtet, die Fassade jedoch beibehalten. Die Fassade stammt aus der Zeit um 1816–1822, das barocke Hinterhaus aus 1761, als die Piaristen das Gebäude adaptierten. Die dreigeschoßige Fassade hat eine niedere Attika und einen turmartigen Mittelaufsatz mit geschwungener Giebelbekrönung. | BDA-Hist.: Q37886364 Status: Bescheid Stand der BDA-Liste: 2025-06-30 Name: Sparkasse, ehem. Piaristenhaus GstNr.: .15 |
| ja   | Datei hochladen | Bürgerhaus mit Teil der inneren Stadtmauer HERIS-ID: 6232 Objekt-ID: 2109                                                           | Hauptplatz 16 Standort KG: Freistadt                 | Ein Gebäudekomplex, der aus zwei Einzelhäusern entstand und einen Innenhof mit zweiseitigen Arkadengängen umschließt. Das seit 1940 unter Denkmalschutz stehende Haus weist noch zahlreiche spätgotische Baudetails auf. Die viergeschoßige Hauptfront trägt einen Breiterker auf Konsolen. Das spätgotische Segmentbogenportal hat einen reich profilierten Rahmen. | BDA-Hist.: Q37886470 Status: Bescheid Stand der BDA-Liste: 2025-06-30 Name: Bürgerhaus mit Teil der inneren Stadtmauer GstNr.: .16 |
| ja   | Datei hochladen | Bürgerhaus mit Teil der inneren Stadtmauer und Zwinger HERIS-ID: 6233 Objekt-ID: 2110                                               | Hauptplatz 17 Standort KG: Freistadt                 | Ein spätgotisches Haus mit Umbauten in der zweiten Hälfte des 17. und des 19. Jahrhunderts steht seit 1995 unter Denkmalschutz. Die Hauptfront trägt eine Silhouettepilastergliederung in den Obergeschoßen. Das Korbbogenportal aus dem 19. Jahrhundert ist flankiert von Stützpfeilern mit der Jahreszahl 1668. | BDA-Hist.: Q37886571 Status: Bescheid Stand der BDA-Liste: 2025-06-30 Name: Bürgerhaus mit Teil der inneren Stadtmauer und Zwinger GstNr.: .17, 69                                                                                           |
| ja   | Datei hochladen | Bürgerhaus HERIS-ID: 6234 Objekt-ID: 2111                                                                                           | Hauptplatz 18 Standort KG: Freistadt                 | Ein kleines, dreigeschoßiges Haus am Durchgang zur Weihermühlstiege. Der spätgotische Kernbau wurde 1896 umgebaut und aufgestockt. Die Fassade ist späthistoristisch, das Rechteckportal mit einer secessionistischen Tür stammt vom Beginn des 20. Jahrhunderts. | BDA-Hist.: Q37886707 Status: Bescheid Stand der BDA-Liste: 2025-06-30 Name: Bürgerhaus GstNr.: .18 |
| ja   | Datei hochladen | Bürgerhaus mit Teil der inneren Stadtmauer und Zwinger HERIS-ID: 27663 Objekt-ID: 24201                                             | Hauptplatz 19, 20 Standort KG: Freistadt             | Ein dreigeschoßiges Bürgerhaus mit einem mittelalterlichen Baukern aus dem 16. Jahrhundert. Es steht seit 1996 unter Denkmalschutz und war früher an das Posttürl angebaut. Im Inneren bestehen Tonnengewölbe und ausgedehnte Kelleranlagen nahe der inneren Stadtmauer. | BDA-Hist.: Q37912737 Status: Bescheid Stand der BDA-Liste: 2025-06-30 Name: Bürgerhaus mit Teil der inneren Stadtmauer und Zwinger GstNr.: .19, 68                                                                                           |
| ja   | Datei hochladen | Ehem. Rathaus und Befestigungsanlage HERIS-ID: 20551 Objekt-ID: 16855                                                               | Hauptplatz 21 Standort KG: Freistadt                 | Das ehemalige Rathaus bestand früher aus zwei Gebäuden, die um 1570 bis 1600 unter Joachim Stängl zusammengebaut wurden. Um 1969 folgte wesentliche Umbauten. | BDA-Hist.: Q37854795 Status: § 2a Stand der BDA-Liste: 2025-06-30 Name: Ehem. Rathaus und Befestigungsanlage GstNr.: .21, 67/1 |
| ja   | Datei hochladen | Bürogebäude, Wohn- und Gasthaus HERIS-ID: 6235 Objekt-ID: 2112                                                                      | Hauptplatz 22 Standort KG: Freistadt                 | Ein dreigeschoßiger Neubau um 1966, wobei die spätgotischen Bauteile aus den Jahren 1510/20 wiederverwendet wurden. | BDA-Hist.: Q37886824 Status: Bescheid Stand der BDA-Liste: 2025-06-30 Name: Bürogebäude, Wohn- und Gasthaus GstNr.: .22 |
| ja   | Datei hochladen | Bürgerhaus HERIS-ID: 6236 Objekt-ID: 2113                                                                                           | Hauptplatz 24 Standort KG: Freistadt                 | Ein stark erneuertes, dreigeschoßiges Eckhaus mit spätgotischem Kern aus dem ersten Drittel des 16. Jahrhunderts. Das Gebäude hat einen schmalen Hoftrakt und war früher mit Pfarrgasse 4 verbunden. Die Hauptfront ziert ein reich dekorierter, spätgotischer Erker aus der Zeit um 1520. An der Brüstung findet sich ein reiches Schlingrippenornament. | BDA-Hist.: Q37886965 Status: Bescheid Stand der BDA-Liste: 2025-06-30 Name: Bürgerhaus GstNr.: .68 Hauptplatz 24, Freistadt |
| ja   | Datei hochladen | Handwerkerhaus und Teil der inneren Stadtmauer HERIS-ID: 19784 Objekt-ID: 16082                                                     | Heiligengeistgasse 4 Standort KG: Freistadt          | Ein dreigeschoßiges Gebäude, das erstmals 1515 urkundlich erwähnt wurde. Große Teile stammen aus dem 16. und 17. Jahrhundert, der oberste Stock aus der zweiten Hälfte des 18. Jahrhunderts. Im Zuge der Aufstockung wurde im 18. Jahrhundert auch die heutige Fassade gestaltet. | BDA-Hist.: Q37848957 Status: Bescheid Stand der BDA-Liste: 2025-06-30 Name: Handwerkerhaus und Teil der inneren Stadtmauer GstNr.: .134 |
| ja   | Datei hochladen | Bürgerhaus (ehem. Gasthaus) und Teil der inneren Stadtmauer HERIS-ID: 19785 Objekt-ID: 16083                                        | Heiligengeistgasse 6 Standort KG: Freistadt          | Ein in Teilen erhaltenes spätgotisches Bürgerhaus, das 1513 erstmals urkundlich erwähnt wurde. Die Fassade stammt vom Ende des 19. Jahrhunderts und zeigt einen Kragstock auf Konsolen. | BDA-Hist.: Q37848971 Status: Bescheid Stand der BDA-Liste: 2025-06-30 Name: Bürgerhaus (ehem. Gasthaus) und Teil der inneren Stadtmauer GstNr.: .135                                                                                         |
| ja   | Datei hochladen | Bürgerhaus mit Teil der inneren Stadtmauer HERIS-ID: 19786 Objekt-ID: 16084                                                         | Heiligengeistgasse 8 Standort KG: Freistadt          | Ein dreigeschoßiges, historisches Gebäude das seit 1993 unter Denkmalschutz steht. Das Haus wurde 1513 erstmals erwähnt und 1654 aufgestockt. Im Inneren finden sich einige tonnengewölbte Räume und ein gotisches Spitzbogenportal aus der Zeit um 1500. | BDA-Hist.: Q37848984 Status: Bescheid Stand der BDA-Liste: 2025-06-30 Name: Bürgerhaus mit Teil der inneren Stadtmauer GstNr.: .136 |
| ja   | Datei hochladen | Teil der inneren Stadtmauer HERIS-ID: 37847 Objekt-ID: 37201                                                                        | bei Heiligengeistgasse 10 Standort KG: Freistadt     | In vollem Umfang historisch erhaltene Stadtbefestigung, urkundlich erwähnt 1337. Innere Stadtmauer bis Mitte des 14. Jahrhunderts errichtet. Gesamt ausgebaut bis Mitte des 16. Jahrhunderts. | BDA-Hist.: Q37977328 Status: Bescheid Stand der BDA-Liste: 2025-06-30 Name: Teil der inneren Stadtmauer GstNr.: .137 Stadtgraben Freistadt                                                                                                   |
| ja   | Datei hochladen | Teil der inneren Stadtmauer HERIS-ID: 37848 Objekt-ID: 37202                                                                        | bei Heiligengeistgasse 12 Standort KG: Freistadt     | In vollem Umfang historisch erhaltene Stadtbefestigung, urkundlich erwähnt 1337. Innere Stadtmauer bis Mitte des 14. Jahrhunderts errichtet. Gesamt ausgebaut bis Mitte des 16. Jahrhunderts. | BDA-Hist.: Q37977334 Status: Bescheid Stand der BDA-Liste: 2025-06-30 Name: Teil der inneren Stadtmauer GstNr.: .138 Stadtgraben Freistadt                                                                                                   |
| ja   | Datei hochladen | Teil der inneren Stadtmauer HERIS-ID: 37849 Objekt-ID: 37203                                                                        | bei Heiligengeistgasse 14 Standort KG: Freistadt     | In vollem Umfang historisch erhaltene Stadtbefestigung, urkundlich erwähnt 1337. Innere Stadtmauer bis Mitte des 14. Jahrhunderts errichtet. Gesamt ausgebaut bis Mitte des 16. Jahrhunderts. | BDA-Hist.: Q37977344 Status: Bescheid Stand der BDA-Liste: 2025-06-30 Name: Teil der inneren Stadtmauer GstNr.: .139 Stadtgraben Freistadt                                                                                                   |
| ja   | Datei hochladen | Teil der inneren Stadtmauer HERIS-ID: 110980 Objekt-ID: 128743                                                                      | bei Heiligengeistgasse 16 Standort KG: Freistadt     | In vollem Umfang historisch erhaltene Stadtbefestigung, urkundlich erwähnt 1337. Innere Stadtmauer bis Mitte des 14. Jahrhunderts errichtet. Gesamt ausgebaut bis Mitte des 16. Jahrhunderts. | BDA-Hist.: Q37821332 Status: Bescheid Stand der BDA-Liste: 2025-06-30 Name: Teil der inneren Stadtmauer GstNr.: .140 Stadtgraben Freistadt                                                                                                   |
| ja   | Datei hochladen | Teil der inneren Stadtmauer HERIS-ID: 37850 Objekt-ID: 37205                                                                        | bei Heiligengeistgasse 18 Standort KG: Freistadt     | In vollem Umfang historisch erhaltene Stadtbefestigung, urkundlich erwähnt 1337. Innere Stadtmauer bis Mitte des 14. Jahrhunderts errichtet. Gesamt ausgebaut bis Mitte des 16. Jahrhunderts. | BDA-Hist.: Q37977358 Status: Bescheid Stand der BDA-Liste: 2025-06-30 Name: Teil der inneren Stadtmauer GstNr.: .141 City wall of Freistadt                                                                                                  |
| ja   | Datei hochladen | Alte Stadtschmiede, Scheiblingturm mit Teil der inneren Stadtmauer und Zwinger HERIS-ID: 19792 Objekt-ID: 16090                     | Heiligengeistgasse 20, 22 Standort KG: Freistadt     | Ein historisch erhaltenes Handwerkerhaus, das von 1454 bis 1975 als Stadtschmiede diente. Das heutige Gebäude wurde in der ersten Hälfte des 16. Jahrhunderts errichtet und teilweise im 17. und 18. Jahrhundert umgestaltet. Der runde, 25 Meter hohe Turm, der vierthöchste der Stadt, wurde zeitgleich mit dem Dechanthofturm gebaut und zählt zu den jüngsten Verteidigungsanlagen der Stadt. | BDA-Hist.: Q64031873 Status: Bescheid Stand der BDA-Liste: 2025-06-30 Name: Alte Stadtschmiede, Schaiblingturm mit Teil der inneren Stadtmauer und Zwinger GstNr.: .143, 20, .142 Scheiblingturm Freistadt                                   |
| ja   | Datei hochladen | Ehem. Gasthaus zum Wilden Mann, Pension Pirklbauer mit Stadtmauerteil u. Zwinger HERIS-ID: 19777 Objekt-ID: 16075                   | Höllgasse 4 Standort KG: Freistadt                   | Ein teilweise erneuertes Gebäude mit Schopfwalmdach, das 1387 erstmals urkundlich erwähnt wurde und seit 1995 unter Denkmalschutz steht. Teile stammen aus dem Ende des 16. Jahrhunderts, 1736 erfolgte ein Umbau. An der Ecke steht ein Rundturm aus dem ersten Drittel des 17. Jahrhunderts. | BDA-Hist.: Q37848895 Status: Bescheid Stand der BDA-Liste: 2025-06-30 Name: Ehem. Gasthaus zum Wilden Mann, Pension Pirklbauer mit Stadtmauerteil u. Zwinger GstNr.: .37, 51                                                                 |
| ja   | Datei hochladen | Teil der inneren Stadtmauer und Zwinger HERIS-ID: 37851 Objekt-ID: 37209                                                            | Höllplatz 3 Standort KG: Freistadt                   | In vollem Umfang historisch erhaltene Stadtbefestigung, urkundlich erwähnt 1337. Innere Stadtmauer bis Mitte des 14. Jahrhunderts errichtet. Gesamt ausgebaut bis Mitte des 16. Jahrhunderts. | BDA-Hist.: Q37977370 Status: Bescheid Stand der BDA-Liste: 2025-06-30 Name: Teil der inneren Stadtmauer und Zwinger GstNr.: .35, 53 City wall of Freistadt                                                                                   |
| ja   | Datei hochladen | Bürgerhaus mit Teil der inneren Stadtmauer und Zwinger HERIS-ID: 19779 Objekt-ID: 16077                                             | Höllplatz 4 Standort KG: Freistadt                   | Ein teilweise erneuertes, zweigeschoßiges Wohnhaus, das aus dem 16. Jahrhundert stammt. 1909 erfolgte eine Aufstockung. Im Inneren findet sich im Erdgeschoß eine verputzte Holzdecke mit Rüstbaum, die vermutlich aus dem 16. Jahrhundert stammt. | BDA-Hist.: Q37848908 Status: Bescheid Stand der BDA-Liste: 2025-06-30 Name: Bürgerhaus mit Teil der inneren Stadtmauer und Zwinger GstNr.: .36, 52                                                                                           |
| ja   | Datei hochladen | Landhaus, ehem. Fischeinsetz HERIS-ID: 21951 Objekt-ID: 18276                                                                       | In der Einsetz 1 Standort KG: Freistadt              | Erbaut 1720 unter Verwendung mittelalterlicher Bauteile, Adaptierungen Ende des 19./Anfang des 20. Jahrhunderts. Dachgaupen um 1920/30. Barockes Landhaus nordöstlich der Liebfrauenkirche. | BDA-Hist.: Q37866061 Status: Bescheid Stand der BDA-Liste: 2025-06-30 Name: Landhaus, ehem. Fischeinsetz GstNr.: .369 |
| ja   | Datei hochladen | Ehem. Friedhof der Liebfrauenkirche HERIS-ID: 25309 Objekt-ID: 21730                                                                | Klosterbergl 2 Standort KG: Freistadt                | Stadtfriedhof bis 1855, später als Garten für das angrenzende Kloster genutzt. Noch vorhanden ist ein kleiner Teil mit der Gruft der Dechante (1620–1855) und Grabsteinen von wichtigen Personen oder Priestern. | BDA-Hist.: Q37892277 Status: § 2a Stand der BDA-Liste: 2025-06-30 Name: Ehem. Friedhof der Liebfrauenkirche GstNr.: 1280 |
| ja   | Datei hochladen | Weyermühlturm HERIS-ID: 37852 Objekt-ID: 37212                                                                                      | Lederertal 1 Standort KG: Freistadt                  | Der Weyermühlturm ist rund neun Meter hoch und steht an der Südostecke der Stadt, neben der Poststiege. Im Gegensatz zu den anderen Wehrtürmen reicht dieser fast an die Mantelmauer heran. Der Grund für diese Bauweise ist, dass zwischen der äußeren Stadtmauer und dem Turm die Notmühle und eine Wasserschleuse untergebracht waren. | BDA-Hist.: Q64031875 Status: Bescheid Stand der BDA-Liste: 2025-06-30 Name: Weyermühlturm GstNr.: .237 City wall of Freistadt |
| ja   | Datei hochladen | Ansitz Fuchsenhof (Hauptgebäude) HERIS-ID: 19793 Objekt-ID: 16091                                                                   | Leonfeldner Straße 52 Standort KG: Freistadt         | Der Bau besteht aus einem dreigeschoßigen Fronttrakt mit einem viergeschoßigen Turm, der aus der Mauer hervorspringt. Der Turm besitzt ein Spitzdach und wurde vermutlich im 17. Jahrhundert errichtet. Die Frontseite ist nach Süden gerichtet, der Rittersaal zeigt die Wappen der jeweiligen Besitzer. Nach hinten sind ein Wohntrakt und die umfangreichen Stallungen angebaut. Auf Grund seines Aussehens hebt sich der Bau markant von den üblichen Dreiseithöfen der Umgebung ab. | BDA-Hist.: Q1472556 Status: Bescheid Stand der BDA-Liste: 2025-06-30 Name: Ansitz Fuchsenhof (Hauptgebäude) GstNr.: .1168 Fuchsenhof Freistadt                                                                                               |
| ja   | Datei hochladen | Bildstock, Burgfriedsäule HERIS-ID: 19840 Objekt-ID: 16138                                                                          | Linzer Straße Standort KG: Freistadt                 | Tabernakelpfeiler Ende des 16./17. Jahrhunderts. Ölbilder der hll. Elisabeth und Barbara von Herbert Wagner, 1989. | BDA-Hist.: Q37849292 Status: § 2a Stand der BDA-Liste: 2025-06-30 Name: Bildstock, Burgfriedsäule GstNr.: 1563 |
| ja   | Datei hochladen | Aufbahrungshalle, Johanneskirche HERIS-ID: 25308 Objekt-ID: 21729                                                                   | Linzer Straße Standort KG: Freistadt                 | Die Kirche ist ein rund 20 Meter langer und 9 Meter breiter schlichter Kirchenbau. Die westliche Giebelfront ist schlicht und das westliche Portal wurde im Zuge der Erhöhung des Niveaus erneuert. Der Chor ist mit übermalten Bilder aus der Gotik und dem Barock geschmückt. | BDA-Hist.: Q1698834 Status: § 2a Stand der BDA-Liste: 2025-06-30 Name: Aufbahrungshalle, Johanneskirche GstNr.: .246/1 |
| ja   | Datei hochladen | Figurenbildstock hl. Johannes Nepomuk HERIS-ID: 20538 Objekt-ID: 16842                                                              | vor dem Linzertor Standort KG: Freistadt             | Figur des hl. Johannes Nepomuk über dekoriertem Sockel, bezeichnet 1723. | BDA-Hist.: Q37854656 Status: § 2a Stand der BDA-Liste: 2025-06-30 Name: Figurenbildstock hl. Johannes Nepomuk GstNr.: 1476/12 |
| ja   | Datei hochladen | Ehem. Weißgerberei Böck HERIS-ID: 11213 Objekt-ID: 7291                                                                             | Obere Hafnerzeile 1, 3 Standort KG: Freistadt        | Stattlicher, langgestreckter, zweigeschoßiger Bau um 1831 aus zwei barocken Einzelhäusern zusammengebaut. Charakteristische Entlüftungsöffnungen im Satteldach. Zweireihige Schleppgaupen mit Holzläden. | BDA-Hist.: Q38092258 Status: Bescheid Stand der BDA-Liste: 2025-06-30 Name: Ehem. Weißgerberei Böck GstNr.: .420, .421 |
| ja   | Datei hochladen | Hubertuskapelle, Antoniuskapelle in Bockau HERIS-ID: 111054 Objekt-ID: 128831                                                       | Pfadfinderweg Standort KG: Freistadt                 | Um 1931 erbaut und 1971 umgestaltet. Im Inneren sind Figuren von den Heiligen Antonius (um 1900) und Hubertus (um 1954). | BDA-Hist.: Q37821632 Status: § 2a Stand der BDA-Liste: 2025-06-30 Name: Hubertuskapelle, Antoniuskapelle in Bockau GstNr.: 846 |
| ja   | Datei hochladen | Bürgerhaus HERIS-ID: 21938 Objekt-ID: 18263                                                                                         | Pfarrgasse 1 Standort KG: Freistadt                  | Ein markantes Eckhaus mit hoher Blendmauer und annähernd quadratischem Grundriss das seit 1940 unter Denkmalschutz steht. Bei diesem Gebäude wurden in der Renaissancezeit zwei Einzelhäuser miteinander verbunden. | BDA-Hist.: Q37865888 Status: Bescheid Stand der BDA-Liste: 2025-06-30 Name: Bürgerhaus GstNr.: .62 |
| ja   | Datei hochladen | Bürgerhaus HERIS-ID: 21939 Objekt-ID: 18264                                                                                         | Pfarrgasse 3 Standort KG: Freistadt                  | Ein kleines, dreigeschoßiges Gebäude mit hoher Blendmauer. Die späthistoristische Fassade stammt aus der zweiten Hälfte des 19. Jahrhunderts. | BDA-Hist.: Q37865911 Status: Bescheid Stand der BDA-Liste: 2025-06-30 Name: Bürgerhaus GstNr.: .59 |
| ja   | Datei hochladen | Bürgerhaus HERIS-ID: 21940 Objekt-ID: 18265                                                                                         | Pfarrgasse 4 Standort KG: Freistadt                  | Ein breit gelagertes, zweigeschoßiges Haus mit hofseitig, außenliegendem Treppenaufgang. Der kurze Hofflügel war früher mit Haus Hauptplatz 24 verbunden. Der Hausstock stammt aus dem ersten Drittel des 16. Jahrhunderts und wurde im Barock umgestaltet. Die spätbarocke Fassade weist Fensterstuckdekor aus der Zeit um 1800 auf. | BDA-Hist.: Q37865922 Status: Bescheid Stand der BDA-Liste: 2025-06-30 Name: Bürgerhaus GstNr.: .67 Pfarrgasse 4, Freistadt |
| ja   | Datei hochladen | Bürgerhaus, ehem. Seifensiederei HERIS-ID: 21941 Objekt-ID: 18266                                                                   | Pfarrgasse 5 Standort KG: Freistadt                  | Ein spätgotischer Bau aus dem ersten Viertel des 16. Jahrhunderts das seit 1971 unter Denkmalschutz steht. Das eingeschoßige Haupthaus mit hoher Blendmauer besitzt Hofflügeln und ein Hinterhaus um einen kleinen Rechteckhof. Im 17. und 18. Jahrhundert erfolgten barocke Umgestaltungen. | BDA-Hist.: Q37865937 Status: Bescheid Stand der BDA-Liste: 2025-06-30 Name: Bürgerhaus, ehem. Seifensiederei GstNr.: .58 |
| ja   | Datei hochladen | Bürgerhaus HERIS-ID: 21942 Objekt-ID: 18267                                                                                         | Pfarrgasse 7 Standort KG: Freistadt                  | Ein spätmittelalterliches Gebäude mit zweigeschoßigem Haupthaus und dreigeschoßigen Hoftrakten um einen Rechteckhof. Im 17. und 18. Jahrhundert erfolgten Adaptierungen. Die Barockfassade des Haupthauses wurde um 1740 gestaltet und besitzt ein breites Segmentbogentor mit einer hohen Blendmauer. | BDA-Hist.: Q37865956 Status: Bescheid Stand der BDA-Liste: 2025-06-30 Name: Bürgerhaus GstNr.: .56 |
| ja   | Datei hochladen | Bürgerhaus HERIS-ID: 21943 Objekt-ID: 18268                                                                                         | Pfarrgasse 8 Standort KG: Freistadt                  | Ein zweigeschoßiger Bau, der in der Renaissance aus zwei Einzelhäusern entstand. Die Hauptfront besitzt einen zweiachsigen, spätgotischen Flacherker auf Konsolen und Maßwerkfries aus dem ersten Drittel des 16. Jahrhunderts. Ein Rundbogenportal besitzt die Jahreszahl 1616. | BDA-Hist.: Q37865967 Status: Bescheid Stand der BDA-Liste: 2025-06-30 Name: Bürgerhaus GstNr.: .65 |
| ja   | Datei hochladen | Bürgerhaus HERIS-ID: 46557 Objekt-ID: 48648                                                                                         | Pfarrgasse 9 Standort KG: Freistadt                  | Ein zweigeschoßiges Eckhaus mit Walmdach und glatt geputzter Fassade. Der Kern ist spätmittelalterlich, 1646 erfolgte eine bauliche Umgestaltung. Im Inneren gibt es Stichkappentonnengewölbe und Rundbogennischen. | BDA-Hist.: Q38022501 Status: Bescheid Stand der BDA-Liste: 2025-06-30 Name: Bürgerhaus GstNr.: .55 |
| ja   | Datei hochladen | Bürgerhaus, Wohn- und Geschäftshaus HERIS-ID: 19845 Objekt-ID: 16143                                                                | Pfarrgasse 11 Standort KG: Freistadt                 | Ein historisch erhaltenes Bürgerhaus, das 1389 als Brauerei erwähnt wurde. Umbauten erfolgten im zweiten Drittel des 18. Jahrhunderts mit Barockisierung der Fassade. In einer Nische steht eine barocke Figur aus der Mitte des 18. Jahrhunderts. Im Inneren findet sich ein tonnengewölbter Flur mit gotischem Spitzbogenportal um 1500. | BDA-Hist.: Q37849327 Status: Bescheid Stand der BDA-Liste: 2025-06-30 Name: Bürgerhaus, Wohn- und Geschäftshaus GstNr.: .52 |
| ja   | Datei hochladen | Bürgerhaus, Wohn- und Geschäftshaus HERIS-ID: 19846 Objekt-ID: 16144                                                                | Pfarrgasse 12 Standort KG: Freistadt                 | Ein historisch erhaltenes Gebäude das 1403 erstmals urkundlich erwähnt wurde und seit 1971 unter Denkmalschutz steht. Große Teile sind spätgotisch, die barocke Fassade wurde Mitte des 18. Jahrhunderts gestaltet. Im Inneren finden sich tonnen- und stichkappentonnengewölbte Flure. | BDA-Hist.: Q37849340 Status: Bescheid Stand der BDA-Liste: 2025-06-30 Name: Bürgerhaus, Wohn- und Geschäftshaus GstNr.: .63 Pfarrgasse 12, Freistadt                                                                                         |
| ja   | Datei hochladen | Bürgerhaus, Kupferschmiedhaus HERIS-ID: 19847 Objekt-ID: 16145                                                                      | Pfarrgasse 13 Standort KG: Freistadt                 | Ein historisch erhaltenes Gebäude das 1650 urkundlich als Kupferschmiede erwähnt wurde und seit 1989 unter Denkmalschutz steht. Bis 1931 bestand die Kupferschmiede. Der spätgotische Bau wurde um 1500 verändert und besitzt seit 1789 eine klassizistische Fassade. | BDA-Hist.: Q37849353 Status: Bescheid Stand der BDA-Liste: 2025-06-30 Name: Bürgerhaus, Kupferschmiedhaus GstNr.: .51 |
| ja   | Datei hochladen | Bürgerhaus, Wohnhaus HERIS-ID: 19848 Objekt-ID: 16146                                                                               | Pfarrgasse 14 Standort KG: Freistadt                 | Ein historisch erhaltenes Bürgerhaus das 1537 erstmals urkundlich erwähnt wurde. Im vierten Viertel des 16. Jahrhunderts erfolgte eine Umgestaltung, die spätbarocke Fassade stammt aus 1870/80. Im Inneren ist die Diele und der Flur mit einem Stichkappentonnengewölbe ausgestattet. | BDA-Hist.: Q37849361 Status: Bescheid Stand der BDA-Liste: 2025-06-30 Name: Bürgerhaus, Wohnhaus GstNr.: .84 |
| ja   | Datei hochladen | Bürgerhaus HERIS-ID: 19849 Objekt-ID: 16147                                                                                         | Pfarrgasse 15 Standort KG: Freistadt                 | Ein spätgotisches Bürgerhaus aus der zweiten Hälfte des 16. Jahrhunderts mit barocken Veränderungen in der zweiten Hälfte des 18. Jahrhunderts. Der Eingang besitzt ein bemerkenswertes, gotisches Stabwerkportal. Im Inneren gibt es eine reiche Ausstattung mit gewölbten Fluren und in der Stube eine barock verputzte Holzdecke. | BDA-Hist.: Q37849374 Status: Bescheid Stand der BDA-Liste: 2025-06-30 Name: Bürgerhaus GstNr.: .50 |
| ja   | Datei hochladen | Bürgerhaus, Wohn- und Geschäftshaus HERIS-ID: 19850 Objekt-ID: 16148                                                                | Pfarrgasse 16 Standort KG: Freistadt                 | Ein dreigeschoßiges Bürgerhaus, das 1530 erstmals urkundlich erwähnt wurde und seit 1989 unter Denkmalschutz steht. Das Gebäude hat spätgotische Teile mit einer secessionistischen Fassade. Im Inneren hat das Stiegenhaus ein secessionistisches Geländer vom Anfang des 20. Jahrhunderts. | BDA-Hist.: Q37849389 Status: Bescheid Stand der BDA-Liste: 2025-06-30 Name: Bürgerhaus, Wohn- und Geschäftshaus GstNr.: .85 |
| ja   | Datei hochladen | Bürgerhaus, Wohn- und Geschäftshaus HERIS-ID: 19851 Objekt-ID: 16149                                                                | Pfarrgasse 17 Standort KG: Freistadt                 | Ab 1615 bis zum Anfang des 21. Jahrhunderts war es eine Bäckerei. Die historistische Fassade stammt aus dem 19. Jahrhundert. Im Inneren sind die Flure tonnengewölbt, die Stuben haben verputzte Holzdecken und ein Raum besitzt einen bemalten Holzboden. | BDA-Hist.: Q37849399 Status: Bescheid Stand der BDA-Liste: 2025-06-30 Name: Bürgerhaus, Wohn- und Geschäftshaus GstNr.: .49 |
| ja   | Datei hochladen | Bürgerhaus, Wohn- und Geschäftshaus HERIS-ID: 19852 Objekt-ID: 16150                                                                | Pfarrgasse 18 Standort KG: Freistadt                 | Ein spätgotisches Bürgerhaus, das 1530 erstmals urkundlich erwähnt wurde und seit 1990 unter Denkmalschutz steht. Die historistische Fassade stammt vom Ende des 19. Jahrhunderts. Das spätgotische Rechteckportal stammt aus dem ersten Drittel des 16. Jahrhunderts. | BDA-Hist.: Q37849411 Status: Bescheid Stand der BDA-Liste: 2025-06-30 Name: Bürgerhaus, Wohn- und Geschäftshaus GstNr.: .86 |
| ja   | Datei hochladen | Bürgerhaus, Wohn- und Geschäftshaus HERIS-ID: 19853 Objekt-ID: 16151                                                                | Pfarrgasse 19 Standort KG: Freistadt                 | Ein spätgotisches Gebäude mit barocken Umbauten im 18. Jahrhundert und Adaptierungen im 19. Jahrhundert. Erstmals wurde das Gebäude 1522 urkundlich erwähnt und steht seit 1995 unter Denkmalschutz. Die Fassade besitzt einen Breiterker auf Konsolen aus dem ersten Drittel des 16. Jahrhunderts. | BDA-Hist.: Q37849425 Status: Bescheid Stand der BDA-Liste: 2025-06-30 Name: Bürgerhaus, Wohn- und Geschäftshaus GstNr.: .48 |
| ja   | Datei hochladen | Bürgerhaus, Wohn- und Geschäftshaus HERIS-ID: 19854 Objekt-ID: 16152                                                                | Pfarrgasse 20 Standort KG: Freistadt                 | Ein spätgotisch, frühneuzeitliches Bürgerhaus, das 1425 erstmals urkundlich erwähnt wurde. Um 1900 wurden Veränderungen am Gebäude vorgenommen, die historistische Fassade stammt aus 1902. In der Durchfahrt ist ein Tonnengewölbe aus dem 15. oder 16. Jahrhundert. | BDA-Hist.: Q37849436 Status: Bescheid Stand der BDA-Liste: 2025-06-30 Name: Bürgerhaus, Wohn- und Geschäftshaus GstNr.: .87/1 Pfarrgasse 20, Freistadt                                                                                       |
| ja   | Datei hochladen | Bürgerhaus, Wohnhaus HERIS-ID: 19855 Objekt-ID: 16153                                                                               | Pfarrgasse 21 Standort KG: Freistadt                 | Ein spätgotisches Bürgerhaus mit Erker aus dem ersten Viertel des 16. Jahrhunderts. Die Fassade wurde barockisiert. | BDA-Hist.: Q37849450 Status: Bescheid Stand der BDA-Liste: 2025-06-30 Name: Bürgerhaus, Wohnhaus GstNr.: .47 |
| ja   | Datei hochladen | Teil der inneren Stadtmauer HERIS-ID: 37853 Objekt-ID: 37225                                                                        | bei Pfarrgasse 24 Standort KG: Freistadt             | In vollem Umfang historisch erhaltene Stadtbefestigung, urkundlich erwähnt 1337. Innere Stadtmauer bis Mitte des 14. Jahrhunderts errichtet. Gesamt ausgebaut bis Mitte des 16. Jahrhunderts. | BDA-Hist.: Q37977385 Status: Bescheid Stand der BDA-Liste: 2025-06-30 Name: Teil der inneren Stadtmauer GstNr.: .163/1 City wall of Freistadt                                                                                                |
| ja   | Datei hochladen | Teil der inneren Stadtmauer HERIS-ID: 37854 Objekt-ID: 37226                                                                        | bei Pfarrgasse 27, 29 Standort KG: Freistadt         | In vollem Umfang historisch erhaltene Stadtbefestigung, urkundlich erwähnt 1337. Innere Stadtmauer bis Mitte des 14. Jahrhunderts errichtet. Gesamt ausgebaut bis Mitte des 16. Jahrhunderts. | BDA-Hist.: Q37977395 Status: Bescheid Stand der BDA-Liste: 2025-06-30 Name: Teil der inneren Stadtmauer GstNr.: .164 City wall of Freistadt                                                                                                  |
| ja   | Datei hochladen | Bürgerhaus mit Teil der inneren Stadtmauer und Zwinger HERIS-ID: 21944 Objekt-ID: 18269                                             | Pfarrplatz 1 Standort KG: Freistadt                  | Ein breit gelagertes, dreigeschoßiges Gebäude mit einer hohen Blendmauer das seit 1995 unter Denkmalschutz steht. Im Inneren finden sich meist Tonnengewölbe und vereinzelt zweijochige Kreuzgratgewölbe. | BDA-Hist.: Q37865977 Status: Bescheid Stand der BDA-Liste: 2025-06-30 Name: Bürgerhaus mit Teil der inneren Stadtmauer und Zwinger GstNr.: .31, 63                                                                                           |
| ja   | Datei hochladen | Bürgerhaus HERIS-ID: 21945 Objekt-ID: 18270                                                                                         | Pfarrplatz 2 Standort KG: Freistadt                  | Ein Neubau aus dem zweiten Drittel des 16. Jahrhunderts mit barocken Umgestaltungen (2. Hälfte 18. Jahrhundert). Es ist ein schmales Eckhaus in der Verbindungsgasse zwischen dem Pfarrplatz und dem Dechanthofplatz. Die Hauptfront ist eine hohe Blendmauer mit Kragsturzportal und seitlichem Volutendekor. | BDA-Hist.: Q37865995 Status: Bescheid Stand der BDA-Liste: 2025-06-30 Name: Bürgerhaus GstNr.: .60 |
| ja   | Datei hochladen | Bürgerhaus HERIS-ID: 20557 Objekt-ID: 16861                                                                                         | Pfarrplatz 3 Standort KG: Freistadt                  | Das Gebäude hat einen spätmittelalterlichen Kern um einen kleinen Innenhof. Das Haupthaus ist zweigeschoßig und das Dachgeschoß zeigt sich an der Fassade als Vollgeschoß. Im Erdgeschoß befindet sich ein spätgotischer Einpfeilerraum mit Kreuzgratgewölbe und abgefastem Mittelpfeiler. | BDA-Hist.: Q37854846 Status: Bescheid Stand der BDA-Liste: 2025-06-30 Name: Bürgerhaus GstNr.: .61 |
| ja   | Datei hochladen | Brauerei HERIS-ID: 19817 Objekt-ID: 16115                                                                                           | Promenade 7 Standort KG: Freistadt                   | Der von 1770 bis 1780 erbaute barocke, dreigeschoßige, dreiflügelige Bau steht seit 1986 unter Denkmalschutz. Im Inneren findet sich eine reiche Ausgestaltung mit Gewölben, meist Stichkappentonnengewölbe oder Kreuzgratgewölben. Im Südwesten wurde in der zweiten Hälfte des 19. Jahrhunderts ein Gebäude angebaut. | BDA-Hist.: Q900019 Status: Bescheid Stand der BDA-Liste: 2025-06-30 Name: Brauerei GstNr.: 160 Braucommune Freistadt |
| ja   | Datei hochladen | Gasthaus Goldener Adler mit Hauszeichen und Teil der inneren Stadtmauer HERIS-ID: 19749 Objekt-ID: 16047                            | Salzgasse 1 Standort KG: Freistadt                   | Ein historisch erhaltenes Gebäude aus den letzten Jahren des 15. Jahrhunderts. Erstmals urkundlich erwähnt wurde das Haus 1457, die historistische Fassade um 1900 gestaltet. Im Inneren haben die Räume im Erdgeschoß Gewölbe aus dem 16. und 18. Jahrhundert. | BDA-Hist.: Q37848680 Status: Bescheid Stand der BDA-Liste: 2025-06-30 Name: Gasthaus Goldener Adler mit Hauszeichen und Teil der inneren Stadtmauer GstNr.: .162                                                                             |
| ja   | Datei hochladen | Wohn- und Geschäftshaus HERIS-ID: 37856 Objekt-ID: 37232                                                                            | Salzgasse 2 Standort KG: Freistadt                   | Ein spätgotisch, frühneuzeitliches Bürgerhaus, das 1425 erstmals urkundlich erwähnt wurde. Um 1900 wurden Veränderungen am Gebäude vorgenommen, die historistische Fassade stammt aus 1902. In der Durchfahrt ist ein Tonnengewölbe aus dem 15. oder 16. Jahrhundert. | BDA-Hist.: Q37977405 Status: Bescheid Stand der BDA-Liste: 2025-06-30 Name: Wohn- und Geschäftshaus GstNr.: .87/2 |
| ja   | Datei hochladen | Bürgerhaus mit Teil der inneren Stadtmauer und Zwinger HERIS-ID: 19750 Objekt-ID: 16048                                             | Salzgasse 3 Standort KG: Freistadt                   | Ein spätgotisches Bürgerhaus vom Ende des 15. Jahrhunderts, das bis 1752 als Brauhaus diente und seit 1940 unter Denkmalschutz steht. Im 17./18. Jahrhundert erfolgten Umbauten. Das Spitzbogenportal stammt aus der Zeit um 1500. | BDA-Hist.: Q37848693 Status: Bescheid Stand der BDA-Liste: 2025-06-30 Name: Bürgerhaus mit Teil der inneren Stadtmauer und Zwinger GstNr.: .161, 34                                                                                          |
| BW   | Datei hochladen | Bürgerhaus mit Teil der Inneren Stadtmauer, ehem. Gasthof zum Blauen Ochsen HERIS-ID: 19751seit 2023                                | Salzgasse 5 Standort KG: Freistadt                   | | BDA-Hist.: Q119231401 Status: Bescheid Stand der BDA-Liste: 2025-06-30 Name: Bürgerhaus mit Teil der Inneren Stadtmauer, ehem. Gasthof zum Blauen Ochsen GstNr.: .160                                                                        |
| ja   | Datei hochladen | Teil der inneren Stadtmauer HERIS-ID: 37857 Objekt-ID: 37235                                                                        | bei Salzgasse 5 Standort KG: Freistadt               | In vollem Umfang historisch erhaltene Stadtbefestigung, urkundlich erwähnt 1337. Innere Stadtmauer bis Mitte des 14. Jahrhunderts errichtet. Gesamt ausgebaut bis Mitte des 16. Jahrhunderts. | BDA-Hist.: Q37977409 Status: Bescheid Stand der BDA-Liste: 2025-06-30 Name: Teil der inneren Stadtmauer GstNr.: .160 City wall of Freistadt                                                                                                  |
| ja   | Datei hochladen | Bürgerhaus HERIS-ID: 19753 Objekt-ID: 16051                                                                                         | Salzgasse 7 Standort KG: Freistadt                   | Ein spätgotisch-frühneuzeitliches Bürgerhaus, das um 1504 urkundlich erwähnt wurde und seit 1940 unter Denkmalschutz steht. | BDA-Hist.: Q37848704 Status: Bescheid Stand der BDA-Liste: 2025-06-30 Name: Bürgerhaus GstNr.: .159 |
| ja   | Datei hochladen | Bürgerhaus HERIS-ID: 19755 Objekt-ID: 16053                                                                                         | Salzgasse 10 Standort KG: Freistadt                  | Ein spätgotisches Bürgerhaus mit Schopfwalmdach und reich gestaltetem Breiterker auf Konsolen mit Maßwerkfries. | BDA-Hist.: Q37848716 Status: Bescheid Stand der BDA-Liste: 2025-06-30 Name: Bürgerhaus GstNr.: .92 |
| ja   | Datei hochladen | Teil der inneren Stadtmauer und Zwinger HERIS-ID: 37858 Objekt-ID: 37238                                                            | bei Salzgasse 11 Standort KG: Freistadt              | In vollem Umfang historisch erhaltene Stadtbefestigung, urkundlich erwähnt 1337. Innere Stadtmauer bis Mitte des 14. Jahrhunderts errichtet. Gesamt ausgebaut bis Mitte des 16. Jahrhunderts. | BDA-Hist.: Q37977417 Status: Bescheid Stand der BDA-Liste: 2025-06-30 Name: Teil der inneren Stadtmauer und Zwinger GstNr.: .158/1, .158/2, 30/2, 30/3 City wall of Freistadt                                                                |
| ja   | Datei hochladen | Bürgerhaus, Wohnhaus HERIS-ID: 19758 Objekt-ID: 16056                                                                               | Salzgasse 12 Standort KG: Freistadt                  | Ein spätgotisch-frühneuzeitliches Bürger- und Handwerkerhaus, das 1476 urkundlich erwähnt wurde und seit 1971 unter Denkmalschutz steht. Ende des 18. Jahrhunderts erfolgten Adaptierungen. | BDA-Hist.: Q37848729 Status: Bescheid Stand der BDA-Liste: 2025-06-30 Name: Bürgerhaus, Wohnhaus GstNr.: .95 |
| ja   | Datei hochladen | Bürgerhaus, ehem. Salzhof HERIS-ID: 19747 Objekt-ID: 16045                                                                          | Salzgasse 15 Standort KG: Freistadt                  | Der Bau sticht aus den übrigen Bürgerhäusern der Stadt heraus. Während Bürgerhäuser an der Straßenseite zwischen drei und sechs Fensterachsen breit sind, weist der Salzhof acht Fensterachsen auf. Bis zum Umbau bestand der Salzhof aus vier, zweigeschoßigen Baukörpern, die um einen quadratischen Innenhof angeordnet waren. Die erste Burg der Stadt, der heutige Salzhof, wurde 1390 erstmals erwähnt. Das Gebäude diente von 1648 bis in die 1920er Jahre als Salzkasten. Der Ausbau erfolgte im 15./16. Jahrhundert und 2003 erfolgte die letzte Renovierung und der Umbau zum heutigen Kulturzentrum. | BDA-Hist.: Q1608606 Status: Bescheid Stand der BDA-Liste: 2025-06-30 Name: Bürgerhaus, ehem. Salzhof GstNr.: .153 Salzhof Freistadt |
| ja   | Datei hochladen | Stadtmauer, Zwinger und Befestigungsanlage HERIS-ID: 37859 Objekt-ID: 37241                                                         | bei Salzgasse 15 Standort KG: Freistadt              | In vollem Umfang historisch erhaltene Stadtbefestigung, urkundlich erwähnt 1337. Innere Stadtmauer bis Mitte des 14. Jahrhunderts errichtet. Gesamt ausgebaut bis Mitte des 16. Jahrhunderts. | BDA-Hist.: Q37977426 Status: Bescheid Stand der BDA-Liste: 2025-06-30 Name: Stadtmauer, Zwinger und Befestigungsanlage GstNr.: 28, 29 Stadtgraben Freistadt                                                                                  |
| ja   | Datei hochladen | Bürgerhaus, Schlachthof und Teil der inneren Stadtmauer HERIS-ID: 19760 Objekt-ID: 16058                                            | Salzgasse 17 Standort KG: Freistadt                  | Eine größtenteils erneuertes Bürgerhaus, das 1493 erstmals erwähnt wurde und in Teilen im 16. Jahrhundert errichtet wurde. | BDA-Hist.: Q37848742 Status: Bescheid Stand der BDA-Liste: 2025-06-30 Name: Bürgerhaus, Schlachthof und Teil der inneren Stadtmauer GstNr.: .152                                                                                             |
| ja   | Datei hochladen | Bürgerhaus mit Teil der inneren Stadtmauer und Zwinger HERIS-ID: 19761 Objekt-ID: 16059                                             | Salzgasse 19 Standort KG: Freistadt                  | Ein spätgotisch-frühneuzeitliches Bürgerhaus mit einem spätgotischen Spitzbogenportal aus den letzten Jahren des 15. Jahrhunderts. Das erstmals 1418 erwähnt Gebäude steht seit 1993 unter Denkmalschutz. | BDA-Hist.: Q37848755 Status: Bescheid Stand der BDA-Liste: 2025-06-30 Name: Bürgerhaus mit Teil der inneren Stadtmauer und Zwinger GstNr.: .151, 27                                                                                          |
| ja   | Datei hochladen | Bürgerhaus, Wohn- und Geschäftshaus HERIS-ID: 19762 Objekt-ID: 16060                                                                | Salzgasse 20 Standort KG: Freistadt                  | Ein erneuertes Gebäude mit offensichtlichen Veränderungen im 16. und 19. Jahrhundert steht seit 1993 unter Denkmalschutz. Früher das Hinterhaus von Waaggasse Nr. 15. | BDA-Hist.: Q37848790 Status: Bescheid Stand der BDA-Liste: 2025-06-30 Name: Bürgerhaus, Wohn- und Geschäftshaus GstNr.: .101/2 |
| ja   | Datei hochladen | Bürgerhaus, Wohnhaus HERIS-ID: 19765 Objekt-ID: 16063                                                                               | Salzgasse 23 Standort KG: Freistadt                  | Ein historisch erhaltenes Bürgerhaus, das 1453 erstmals urkundlich erwähnt wurde. Teile des Hauses stammen aus dem 16. Jahrhundert und um 1830 erfolgte ein Umbau. | BDA-Hist.: Q37848801 Status: Bescheid Stand der BDA-Liste: 2025-06-30 Name: Bürgerhaus, Wohnhaus GstNr.: .149/1, .149/2 |
| ja   | Datei hochladen | Teil der inneren Stadtmauer und Zwinger HERIS-ID: 37861 Objekt-ID: 37245                                                            | bei Salzgasse 25 Standort KG: Freistadt              | In vollem Umfang historisch erhaltene Stadtbefestigung, urkundlich erwähnt 1337. Innere Stadtmauer bis Mitte des 14. Jahrhunderts errichtet. Gesamt ausgebaut bis Mitte des 16. Jahrhunderts. | BDA-Hist.: Q37977435 Status: Bescheid Stand der BDA-Liste: 2025-06-30 Name: Teil der inneren Stadtmauer und Zwinger GstNr.: .148, 25 City wall of Freistadt                                                                                  |
| ja   | Datei hochladen | Bürgerhaus HERIS-ID: 19767 Objekt-ID: 16065                                                                                         | Salzgasse 26 Standort KG: Freistadt                  | Das ehemalige Hinterhaus von Waaggasse Nr. 21 und historisch erhalten. Große Teile stammen aus dem 16. und 17. Jahrhundert. Im Inneren ist es mit Gewölben und Riemlingdecke ausgestaltet. | BDA-Hist.: Q37848814 Status: Bescheid Stand der BDA-Liste: 2025-06-30 Name: Bürgerhaus GstNr.: .104 |
| ja   | Datei hochladen | Bürgerhaus mit Teil der inneren Stadtmauer und Zwinger HERIS-ID: 37862 Objekt-ID: 37246                                             | Salzgasse 27 Standort KG: Freistadt                  | Ein zweigeschoßiges, fünfachsiges Haus, mit Satteldach, das seit 1993 unter Denkmalschutz steht. Der Kern stammt im Wesentlichen vom Beginn des 17. Jahrhunderts. | BDA-Hist.: Q37977439 Status: Bescheid Stand der BDA-Liste: 2025-06-30 Name: Bürgerhaus mit Teil der inneren Stadtmauer und Zwinger GstNr.: .146, 24                                                                                          |
| ja   | Datei hochladen | Wohnhaus HERIS-ID: 19768 Objekt-ID: 16066                                                                                           | Salzgasse 28 Standort KG: Freistadt                  | Das ehemalige Hinterhaus von Waaggasse Nr. 23 mit einem Kern aus dem 16./17. Jahrhundert. In der zweiten Hälfte des 18. Jahrhunderts erfolgte eine Aufstockung. | BDA-Hist.: Q37848829 Status: Bescheid Stand der BDA-Liste: 2025-06-30 Name: Wohnhaus GstNr.: .105 |
| ja   | Datei hochladen | Bürgerhaus HERIS-ID: 45382 Objekt-ID: 46699                                                                                         | Salzgasse 29 Standort KG: Freistadt                  | Ein zweigeschoßiges Gebäude mit einfach profiliertem Traufgesims und Satteldach mit einem Baukern aus dem 17. Jahrhundert. | BDA-Hist.: Q38015448 Status: Bescheid Stand der BDA-Liste: 2025-06-30 Name: Bürgerhaus GstNr.: .147 |
| ja   | Datei hochladen | Bürgerhaus mit Teil der inneren Stadtmauer und Zwinger HERIS-ID: 19770 Objekt-ID: 16068                                             | Salzgasse 31 Standort KG: Freistadt                  | Ein zweigeschoßiges Wohnhaus, das 1454 erstmals urkundlich erwähnt wurde und seit 1941 unter Denkmalschutz steht. Der Kern stammt aus dem 16. Jahrhundert und wurde in der zweiten Hälfte des 18. Jahrhunderts aufgestockt. | BDA-Hist.: Q37848842 Status: Bescheid Stand der BDA-Liste: 2025-06-30 Name: Bürgerhaus mit Teil der inneren Stadtmauer und Zwinger GstNr.: .145, 23/2                                                                                        |
| ja   | Datei hochladen | Teil der inneren Stadtmauer und Zwinger HERIS-ID: 37863 Objekt-ID: 37248                                                            | bei Salzgasse 33 Standort KG: Freistadt              | In vollem Umfang historisch erhaltene Stadtbefestigung, urkundlich erwähnt 1337. Innere Stadtmauer bis Mitte des 14. Jahrhunderts errichtet. Gesamt ausgebaut bis Mitte des 16. Jahrhunderts. | BDA-Hist.: Q37977448 Status: Bescheid Stand der BDA-Liste: 2025-06-30 Name: Teil der inneren Stadtmauer und Zwinger GstNr.: .144, 23/1 City wall of Freistadt                                                                                |
| ja   | Datei hochladen | Bürgerhaus HERIS-ID: 21946 Objekt-ID: 18271                                                                                         | Samtgasse 2 Standort KG: Freistadt                   | Ein mehrteiliges Gebäude mit Haupthaus, Hofflügeln und Hinterhaus um einen Arkadenhof. Das Haupthaus besitzt einen im Barock verbauten, spätgotischen Breiterker und eine Fassade aus 1712. Die Mitteldurchfahrt hat ein Tonnengewölbe und seitlich ein Kreuzgratgewölbe. | BDA-Hist.: Q37866011 Status: Bescheid Stand der BDA-Liste: 2025-06-30 Name: Bürgerhaus GstNr.: .124 |
| ja   | Datei hochladen | Bürgerhaus, Wohn- und Geschäftshaus HERIS-ID: 19774 Objekt-ID: 16072                                                                | Samtgasse 3 Standort KG: Freistadt                   | Ein spätgotisches Bürgerhaus, das 1473 erstmals urkundlich erwähnt wurde und seit 1940 unter Denkmalschutz steht. Das spätgotische Portal stammt vom Ende des 15. Jahrhunderts. Im Inneren gibt es eine reiche Ausgestaltung mit Gewölben und geschnitzten Holzdecken aus dem 16. Jahrhundert. | BDA-Hist.: Q37848854 Status: Bescheid Stand der BDA-Liste: 2025-06-30 Name: Bürgerhaus, Wohn- und Geschäftshaus GstNr.: .75 |
| ja   | Datei hochladen | Bürgerhaus HERIS-ID: 20556 Objekt-ID: 16860                                                                                         | Samtgasse 4 Standort KG: Freistadt                   | Ein spätgotisches, dreiachsiges Gebäude aus dem frühen 16. Jahrhundert mit Adaptierungen in der Renaissancezeit und rezenten Umbauten. Die dreigeschoßige Front weist einen spätgotischen Breiterker auf Segmentbögen über Kragsteinen auf. | BDA-Hist.: Q37854820 Status: Bescheid Stand der BDA-Liste: 2025-06-30 Name: Bürgerhaus GstNr.: .123 Samtgasse 4, Freistadt |
| ja   | Datei hochladen | Bürgerhaus, Wohn- und Geschäftshaus HERIS-ID: 19775 Objekt-ID: 16073                                                                | Samtgasse 5 Standort KG: Freistadt                   | Ein spätgotisches Gebäude mit renaissancezeitlichen Umbauten, das 1473 erstmals urkundlich erwähnt wurde und seit 1940 unter Denkmalschutz steht. Früher war das Haus mit Samtgasse 3 verbunden. | BDA-Hist.: Q37848867 Status: Bescheid Stand der BDA-Liste: 2025-06-30 Name: Bürgerhaus, Wohn- und Geschäftshaus GstNr.: .76 |
| ja   | Datei hochladen | Bürgerhaus HERIS-ID: 21947 Objekt-ID: 18272                                                                                         | Samtgasse 6 Standort KG: Freistadt                   | Ein schmaler, dreigeschoßiger Bau um einen schmalen Innenhof. Das dreiachsige, spätgotische Haupthaus weist einen Breiterker auf Konsolen auf. Im Inneren ist die Seitendurchfahrt tonnengewölbt und es existieren kreuzgratgewölbte Räume im Erdgeschoß. | BDA-Hist.: Q37866022 Status: Bescheid Stand der BDA-Liste: 2025-06-30 Name: Bürgerhaus GstNr.: .122 |
| ja   | Datei hochladen | Bürgerhaus, Wohn- und Geschäftshaus HERIS-ID: 19776 Objekt-ID: 16074                                                                | Samtgasse 8 Standort KG: Freistadt                   | Ein renaissancezeitliches Bürgerhaus das 1525 urkundlich erwähnt wurde und seit 1940 unter Denkmalschutz steht. Die historistische Fassade stammt vom Ende des 19. Jahrhunderts. | BDA-Hist.: Q37848881 Status: Bescheid Stand der BDA-Liste: 2025-06-30 Name: Bürgerhaus, Wohn- und Geschäftshaus GstNr.: .121 |
| ja   | Datei hochladen | Schloss (Heimatmuseum) und Befestigungsanlage HERIS-ID: 20548 Objekt-ID: 16852                                                      | Schloßhof 2 Standort KG: Freistadt                   | Als der Bau der Verteidigung gedient hat, existierten zwei Zugbrücken – eine für eine Tür und eine für das Einfahrtstor – deren Rollen noch zu sehen sind. Über dem Torbau befindet sich die ehemalige Schlosskapelle. Im inneren Schlosshof befinden sich zwei Stiegenaufgänge und ein gedeckter Umgang im oberen Stockwerk („Gaden“) über den man in das Finanzamt und das Schlossmuseum erreicht. Der imposanteste Teil des Schlosses ist der Schlossturm – der Bergfried, der in seiner Art in Österreich einmalig ist. Der 50 Meter hohe Turm ist weitgehend fensterlos und besitzt einen Umgang auf Kragsteinen in 40 Metern Höhe. Ein sehr steiles Keildach mit vier Dacherkern auf Kragsteinen bildet den Abschluss des Turms. | BDA-Hist.: Q2241034 Status: § 2a Stand der BDA-Liste: 2025-06-30 Name: Schloss (Heimatmuseum) und Befestigungsanlage GstNr.: .9, 4, 5 Schloss und Bergfried Freistadt                                                                        |
| ja   | Datei hochladen | Jugendherberge, ehem. Speicher und Befestigungsanlage HERIS-ID: 20549 Objekt-ID: 16853                                              | Schloßhof 3 Standort KG: Freistadt                   | Der dreigeschoßige Kubus wurde um 1552 unter Georg von Landau erbaut. Die Fenstergewölbe stammen aus der Errichtungszeit (Fenstergewände). An der Ostfront findet sich eine Abtreppung als angebliche Zinne des ehemaligen Wehrganges der Stadtmauer. | BDA-Hist.: Q37854755 Status: § 2a Stand der BDA-Liste: 2025-06-30 Name: Jugendherberge, ehem. Speicher und Befestigungsanlage GstNr.: .10, 8, 76, .486                                                                                       |
| ja   | Datei hochladen | Teil der inneren Stadtmauer HERIS-ID: 37864 Objekt-ID: 37256                                                                        | bei Schulgasse 2 Standort KG: Freistadt              | In vollem Umfang historisch erhaltene Stadtbefestigung, urkundlich erwähnt 1337. Innere Stadtmauer bis Mitte des 14. Jahrhunderts errichtet. Gesamt ausgebaut bis Mitte des 16. Jahrhunderts. | BDA-Hist.: Q37977459 Status: Bescheid Stand der BDA-Liste: 2025-06-30 Name: Teil der inneren Stadtmauer GstNr.: .30 City wall of Freistadt                                                                                                   |
| ja   | Datei hochladen | Teil der inneren Stadtmauer und Zwinger HERIS-ID: 37865 Objekt-ID: 37257                                                            | bei Schulgasse 4 Standort KG: Freistadt              | In vollem Umfang historisch erhaltene Stadtbefestigung, urkundlich erwähnt 1337. Innere Stadtmauer bis Mitte des 14. Jahrhunderts errichtet. Gesamt ausgebaut bis Mitte des 16. Jahrhunderts. | BDA-Hist.: Q37977470 Status: Bescheid Stand der BDA-Liste: 2025-06-30 Name: Teil der inneren Stadtmauer und Zwinger GstNr.: .29, 65, 64 City wall of Freistadt                                                                               |
| ja   | Datei hochladen | Musikschule HERIS-ID: 20558 Objekt-ID: 16862                                                                                        | Schulgasse 6 Standort KG: Freistadt                  | Ein breit gelagerter, zweigeschoßiger Bau der um 1702 neu errichtet wurde. Ursprünglich standen an dieser Stelle zwei Häuser. Der barocke Bau weist ein rechteckiges Mittelportal mit Oberlichte auf. | BDA-Hist.: Q37854860 Status: § 2a Stand der BDA-Liste: 2025-06-30 Name: Musikschule GstNr.: .26, 66 |
| ja   | Datei hochladen | Ehem. Mesnerhaus und Befestigungsanlage HERIS-ID: 20559 Objekt-ID: 16863                                                            | Schulgasse 8 Standort KG: Freistadt                  | Ein spätgotisches, zweigeschoßiges Haus mit barockem Rechteckportal. Im Inneren gibt es Tonnengewölbe aus dem 16. und 19. Jahrhundert. Die Spitzbogenportale sind spätgotisch abgefast. | BDA-Hist.: Q37854880 Status: § 2a Stand der BDA-Liste: 2025-06-30 Name: Ehem. Mesnerhaus und Befestigungsanlage GstNr.: .25, 67/2 |
| ja   | Datei hochladen | Ehem. Mesnerhaus/Ratsdienerhaus, Gerichtsdiener- und Gefangenenhaus HERIS-ID: 21950 Objekt-ID: 18275                                | Schulgasse 10 Standort KG: Freistadt                 | Ein Renaissancebau aus der Zeit um 1580. Um 1850 wurde eine komplette Neugestaltung des dreigeschoßigen Hauses vorgenommen. An der stadtgrabenseitigen Front existieren Renaissance-Doppelfenster auf Mittelpfeiler. | BDA-Hist.: Q37866045 Status: Bescheid Stand der BDA-Liste: 2025-06-30 Name: Ehem. Mesnerhaus/Ratsdienerhaus, Gerichtsdiener- und Gefangenenhaus GstNr.: .24                                                                                  |
| ja   | Datei hochladen | Amtsgebäude, ehem. Rathaus und Rathausturm HERIS-ID: 20560 Objekt-ID: 16864                                                         | Schulgasse 12 Standort KG: Freistadt                 | Ein eingeschoßiger Bau mit Umbauten in der Renaissancezeit. Bemerkenswert ist der zinnenbekrönte, spätgotische Turm, der so genannte Rathaus- oder Pulverturm. Er wurde 1522/23 von Wolfgang Wieschitzberger vollendet. Es besteht ein schmaler Rechteckhof zu Hauptplatz Nr. 22. | BDA-Hist.: Q37854889 Status: § 2a Stand der BDA-Liste: 2025-06-30 Name: Amtsgebäude, ehem. Rathaus und Rathausturm GstNr.: .23 |
| ja   | Datei hochladen | Bildstock HERIS-ID: 19843 Objekt-ID: 16141                                                                                          | St. Peter Standort KG: Gschwandt (Gemeinde Waldburg) | Tabernakelpfeiler Ende des 16./17. Jahrhundert. Nach der Renovierung wurde der Tabernakelpfeiler laut Anrainern an seinem jetzigen Standort neu aufgestellt. | BDA-Hist.: Q37849315 Status: § 2a Stand der BDA-Liste: 2025-06-30 Name: Bildstock GstNr.: 3056/1 |
| ja   | Datei hochladen | Schule, Marianum Freistadt HERIS-ID: 19816 Objekt-ID: 16114seit 2016                                                                | St. Peter Straße 2 Standort KG: Freistadt            | Das historisch erhaltene, dreigeschoßige Gebäude ist in vier Trakten um einen Innenhof gruppiert. Die späthistoristische Fassade ist geprägt von Gesimsen und überdachten Fenstern im ersten Obergeschoß. Eine weitere Gliederung der Fassade erfolgt durch Risalite. Das rundbogige Eingangsportal ist von Säulen flankiert, und darüber befindet sich eine Muschelnische mit einer Marienstatue. Im Inneren sind im Foyer Rundbogenarkaden mit Kappengewölbe auf Pfeilern zu finden. In den Seitenflügeln gibt es zweiläufige Treppenhäuser mit Gusseisengeländern. | BDA-Hist.: Q1897016 Status: Bescheid Stand der BDA-Liste: 2025-06-30 Name: Schule, Marianum Freistadt GstNr.: .470, 152/2 Marianum Freistadt                                                                                                 |
| ja   | Datei hochladen | Freilichtmuseum, Thuryhammer HERIS-ID: 20521 Objekt-ID: 16825                                                                       | Thurytal Standort KG: Freistadt                      | Ruine eines Hammerwerks zur Bearbeitung von Eisen. Ab 1729 erbaut und bis ca. 1870 genutzt. Seit 1996 Renovierung und teilweiser Wiederaufbau. | BDA-Hist.: Q2430178 Status: § 2a Stand der BDA-Liste: 2025-06-30 Name: Freilichtmuseum, Thuryhammer GstNr.: 1108, 1112 Thurytal |
| ja   | Datei hochladen | Eisenbahnbrücke HERIS-ID: 19836 Objekt-ID: 16134                                                                                    | südwestlich Trölsberg 3 Standort KG: Freistadt       | Brücke der ehemaligen Pferdeeisenbahn Linz-Budweis, erbaut um 1830. | BDA-Hist.: Q37849279 Status: § 2a Stand der BDA-Liste: 2025-06-30 Name: Eisenbahnbrücke GstNr.: 2281 |
| ja   | Datei hochladen | Beide Schauseiten des Bürgerhauses HERIS-ID: 37867 Objekt-ID: 37261                                                                 | Waaggasse 3 Standort KG: Freistadt                   | Spätgotische Fassade mit Fensterstuckdekor. | BDA-Hist.: Q37977480 Status: Bescheid Stand der BDA-Liste: 2025-06-30 Name: Beide Schauseiten des Bürgerhauses GstNr.: .83 |
| ja   | Datei hochladen | Bürgerhaus, Wohn- und Geschäftshaus HERIS-ID: 19782 Objekt-ID: 16080                                                                | Waaggasse 5 Standort KG: Freistadt                   | Ein spätgotisches Bürgerhaus, das 1414 erstmals erwähnt wurde und seit 1940 unter Denkmalschutz steht. In der zweiten Hälfte des 18. Jahrhunderts gab es Adaptierungen. | BDA-Hist.: Q37848944 Status: Bescheid Stand der BDA-Liste: 2025-06-30 Name: Bürgerhaus, Wohn- und Geschäftshaus GstNr.: .90 |
| ja   | Datei hochladen | Ehem. Waaghaus HERIS-ID: 19795 Objekt-ID: 16093                                                                                     | Waaggasse 6 Standort KG: Freistadt                   | Zwischen 1617 und 1940 das Waaghaus der Stadt. Um 1719 wurde das Gebäude erweitert und eingewölbt, um 1872 aufgestockt. Der historisch erhaltene Bau hat ein Rustikaportal bezeichnet mit 1617. | BDA-Hist.: Q37849007 Status: § 2a Stand der BDA-Liste: 2025-06-30 Name: Ehem. Waaghaus GstNr.: .81 |
| ja   | Datei hochladen | Bürgerhaus HERIS-ID: 19796 Objekt-ID: 16094                                                                                         | Waaggasse 7 Standort KG: Freistadt                   | Ein spätgotisches-renaissancezeitliches Bürgerhaus, das 1485 urkundlich erwähnt wurde und seit 1940 unter Denkmalschutz steht. In der Barockzeit gab es Umbauten, die Stuckfassade stammt aus dem dritten Viertel des 19. Jahrhunderts. | BDA-Hist.: Q37849017 Status: Bescheid Stand der BDA-Liste: 2025-06-30 Name: Bürgerhaus GstNr.: .93/1 |
| ja   | Datei hochladen | Bürgerhaus, Wohn- und Geschäftshaus HERIS-ID: 19797 Objekt-ID: 16095                                                                | Waaggasse 8 Standort KG: Freistadt                   | Ein teilweise erneuertes, spätgotisches Bürgerhaus mit Umbauten im 18. und 19. Jahrhundert. Im Obergeschoß befinden sich renaissancezeitliche Fenster aus dem zweiten Drittel des 16. Jahrhunderts. | BDA-Hist.: Q37849030 Status: Bescheid Stand der BDA-Liste: 2025-06-30 Name: Bürgerhaus, Wohn- und Geschäftshaus GstNr.: .80 |
| ja   | Datei hochladen | Bürgerhaus, Wohnhaus HERIS-ID: 19798 Objekt-ID: 16096                                                                               | Waaggasse 9 Standort KG: Freistadt                   | Ein spätgotisch-frühneuzeitliches Bürgerhaus aus der ersten Hälfte des 16. Jahrhunderts. Urkundlich erwähnt wurde es 1525, seit 1985 steht es unter Denkmalschutz. | BDA-Hist.: Q37849043 Status: Bescheid Stand der BDA-Liste: 2025-06-30 Name: Bürgerhaus, Wohnhaus GstNr.: .94 |
| ja   | Datei hochladen | Bürgerhaus, Wohnhaus HERIS-ID: 19799 Objekt-ID: 16097                                                                               | Waaggasse 10 Standort KG: Freistadt                  | Ein spätgotisches Bürgerhaus mit barocken Umbauten. Die Fassade stammt aus der zweiten Hälfte des 18. Jahrhunderts und hat eine Riesenpilastergliederung. | BDA-Hist.: Q37849055 Status: Bescheid Stand der BDA-Liste: 2025-06-30 Name: Bürgerhaus, Wohnhaus GstNr.: .79 |
| ja   | Datei hochladen | Bürgerhaus, Wohnhaus HERIS-ID: 19800 Objekt-ID: 16098                                                                               | Waaggasse 11 Standort KG: Freistadt                  | Ein spätgotisches Bürgerhaus, das 1482 urkundlich erwähnt wurde und seit 1999 unter Denkmalschutz steht. Um 1800 wurden Umbauten vorgenommen, auch die Fassade wurde um 1800 gestaltet (1992 erneuert). | BDA-Hist.: Q37849069 Status: Bescheid Stand der BDA-Liste: 2025-06-30 Name: Bürgerhaus, Wohnhaus GstNr.: .98 |
| ja   | Datei hochladen | Ehem. Gasthaus Zur goldenen Gugl HERIS-ID: 19801 Objekt-ID: 16099                                                                   | Waaggasse 12 Standort KG: Freistadt                  | Ein historisch erhaltenes Bürgerhaus, das 1491 urkundlich erwähnt wurde. Die Fassade wurde am Ende des 18. Jahrhunderts gestaltet, das Rustikaportal im ersten Drittels des 17. Jahrhunderts. | BDA-Hist.: Q37849081 Status: Bescheid Stand der BDA-Liste: 2025-06-30 Name: Ehem. Gasthaus Zur goldenen Gugl GstNr.: .78 |
| ja   | Datei hochladen | Bürgerhaus, Wohnhaus HERIS-ID: 19802 Objekt-ID: 16100                                                                               | Waaggasse 13 Standort KG: Freistadt                  | Das besonders aufwendig gestaltete Gebäude verfügt über Adaptierungen in der Barockzeit und im Inneren über eine reiche Ausgestaltung mit Gewölben, kreuzrippengewölbter Halle und gotischen Portalen aus der Bauzeit. | BDA-Hist.: Q37849122 Status: Bescheid Stand der BDA-Liste: 2025-06-30 Name: Bürgerhaus, Wohnhaus GstNr.: .99 Waaggasse 13, Freistadt |
| ja   | Datei hochladen | Bürgerhaus, ehem. Brauhaus HERIS-ID: 19804 Objekt-ID: 16102                                                                         | Waaggasse 15 Standort KG: Freistadt                  | Ein größtenteils erneuertes Haus mit einem spätgotischen Kern. Das 1480 erstmals erwähnte Haus steht seit 1999 unter Denkmalschutz. Bis 1724 diente das Haus als Brauhaus. | BDA-Hist.: Q37849135 Status: Bescheid Stand der BDA-Liste: 2025-06-30 Name: Bürgerhaus, ehem. Brauhaus GstNr.: .101/1 |
| ja   | Datei hochladen | Bürgerhaus, ehem. Offizierskaserne HERIS-ID: 19805 Objekt-ID: 16103                                                                 | Waaggasse 16 Standort KG: Freistadt                  | Ein dreigeschoßiges Gebäude das 1479 erstmals urkundlich erwähnt wurde. Von der zweiten Hälfte des 16. Jahrhunderts bis zur zweiten Hälfte des 17. Jahrhunderts diente das Haus als Salzkasten. | BDA-Hist.: Q37849144 Status: Bescheid Stand der BDA-Liste: 2025-06-30 Name: Bürgerhaus, ehem. Offizierskaserne GstNr.: .120 |
| ja   | Datei hochladen | Bürgerhaus HERIS-ID: 37868 Objekt-ID: 37267                                                                                         | Waaggasse 18 Standort KG: Freistadt                  | Ein spätgotisches Haus mit Umbauten im 18. Jahrhundert und einer Fassade mit spätgotischem Spitzbogenportal. | BDA-Hist.: Q37977490 Status: Bescheid Stand der BDA-Liste: 2025-06-30 Name: Bürgerhaus GstNr.: .119 |
| ja   | Datei hochladen | Bürgerhaus, Wohnhaus HERIS-ID: 19807 Objekt-ID: 16105                                                                               | Waaggasse 19 Standort KG: Freistadt                  | Das 1505 urkundlich erwähnte Gebäude verfügt um ein Spionfenster und ein Tor aus dem 18. Jahrhundert. Vermutlich war das Haus mit Nr. 17 verbunden. | BDA-Hist.: Q37849154 Status: Bescheid Stand der BDA-Liste: 2025-06-30 Name: Bürgerhaus, Wohnhaus GstNr.: .114 |
| ja   | Datei hochladen | Bürgerhaus, Wohnhaus HERIS-ID: 19808 Objekt-ID: 16106                                                                               | Waaggasse 20 Standort KG: Freistadt                  | Erbaut im 15./16. Jahrhundert und ursprünglich aus 2 Häusern bestehend. Das zweigeschoßige Haus wurde 2000 renoviert und besitzt eine Einfahrt mit Stichkappentonnen. | BDA-Hist.: Q37849163 Status: Bescheid Stand der BDA-Liste: 2025-06-30 Name: Bürgerhaus, Wohnhaus GstNr.: .118 |
| ja   | Datei hochladen | Bürgerhaus, Wohnhaus HERIS-ID: 19809 Objekt-ID: 16107                                                                               | Waaggasse 21 Standort KG: Freistadt                  | Das 1527 urkundlich erwähnte Gebäude besitzt eine spätbarocke/frühklassizistische Fassade aus dem 18. Jahrhundert. Das Obergeschoß hat Fensterstuckdekor. | BDA-Hist.: Q37849177 Status: Bescheid Stand der BDA-Liste: 2025-06-30 Name: Bürgerhaus, Wohnhaus GstNr.: .113 |
| ja   | Datei hochladen | Bürgerhaus, Wohnhaus HERIS-ID: 19810 Objekt-ID: 16108seit 2015                                                                      | Waaggasse 22 Standort KG: Freistadt                  | Fassade mit spätgotischem Rundbogenportal und Fenstern. In einer Nische befindet sich die Statue von Maria Immaculata aus dem Ende des 17. Jahrhunderts. Im Inneren finden sich Riemlingdecke bzw. Tonnengewölbe. Der Rüstbaum der Holzdecke stammt aus dem 16. Jahrhundert, aus der Zeit der Erbauung. | BDA-Hist.: Q37849189 Status: Bescheid Stand der BDA-Liste: 2025-06-30 Name: Bürgerhaus, Wohnhaus GstNr.: .117 |
| ja   | Datei hochladen | Bürgerhaus, Wohnhaus HERIS-ID: 19811 Objekt-ID: 16109                                                                               | Waaggasse 23 Standort KG: Freistadt                  | Um 1787 gab es barocke Umgestaltungen, so auch die barocke Stuckfassade. Im Inneren habe die Räume teilweise Gewölbe aus dem 15./16. Jahrhundert. In der Stube gibt es einen verputzten Rüstbaum. | BDA-Hist.: Q37849201 Status: Bescheid Stand der BDA-Liste: 2025-06-30 Name: Bürgerhaus, Wohnhaus GstNr.: .112 |
| ja   | Datei hochladen | Bürgerhaus, Wohnhaus HERIS-ID: 19812 Objekt-ID: 16110                                                                               | Waaggasse 24 Standort KG: Freistadt                  | Ein historisch, spätgotisches Bürgerhaus, das erstmals 1397 urkundlich erwähnt wurde und seit 1993 unter Denkmalschutz steht. Umgestaltungen des Gebäudes erfolgten im 16. und 18. Jahrhundert sowie um 1900. Die Fassade besitzt gotische Stabwerkfenster aus der Zeit um 1500. | BDA-Hist.: Q37849213 Status: Bescheid Stand der BDA-Liste: 2025-06-30 Name: Bürgerhaus, Wohnhaus GstNr.: .116 |
| ja   | Datei hochladen | Bürgerhaus, Wohnhaus HERIS-ID: 19813 Objekt-ID: 16111                                                                               | Waaggasse 25 Standort KG: Freistadt                  | Ein um 1525 erstmals erwähntes Bürgerhaus mit Veränderungen in der Barockzeit. Im Erdgeschoß gibt es ein gefastes Spitzbogenportal aus der Zeit um 1500 und Rundbogenfenster aus dem zweiten Viertel des 16. Jahrhunderts. | BDA-Hist.: Q37849226 Status: Bescheid Stand der BDA-Liste: 2025-06-30 Name: Bürgerhaus, Wohnhaus GstNr.: .111 |
| ja   | Datei hochladen | Bürgerhaus HERIS-ID: 19815 Objekt-ID: 16113                                                                                         | Waaggasse 29 Standort KG: Freistadt                  | Ein erhaltenes spätgotisches-renaissancezeitliches Gebäude mit barocken Umbauten im dritten Viertel des 18. Jahrhunderts. | BDA-Hist.: Q37849237 Status: Bescheid Stand der BDA-Liste: 2025-06-30 Name: Bürgerhaus GstNr.: .109 |
| ja   | Datei hochladen | Bundesrealgymnasium HERIS-ID: 20532 Objekt-ID: 16836                                                                                | Zemannstraße 4 Standort KG: Freistadt                | 1890 erbautes Gebäude, das im 20. Jahrhundert mehrmals erweitert wurde. | BDA-Hist.: Q1006140 Status: § 2a Stand der BDA-Liste: 2025-06-30 Name: Bundesrealgymnasium GstNr.: .454/1 Gymnasium Freistadt |
| ja   | Datei hochladen | Kreindl-Kapelle HERIS-ID: 80234 Objekt-ID: 93952                                                                                    | bei Zemannstraße 15 Standort KG: Freistadt           | Anfang des 20. Jahrhunderts erbaut mit Spitzbogenportal und eine Figur Marias als Himmelskönigin in einer Nische über dem Altar. | BDA-Hist.: Q38173024 Status: Bescheid Stand der BDA-Liste: 2025-06-30 Name: Kreindl-Kapelle GstNr.: .487 |
| ja   | Datei hochladen | Ehem. Kapuzinerkloster, Altes Krankenhaus HERIS-ID: 20525 Objekt-ID: 16829                                                          | Zemannstraße 29a, b Standort KG: Freistadt           | Das Gebäude ist ein zweigeschoßiger Gebäudekomplex mit Walmdächern und einer weitläufigen Parkanlage. Die Gebäude gruppieren sich um einen fast quadratischen Innenhof. An der Südostseite befindet sich ein dreigeschoßiger Turm. Die Kapelle ist ein selbstständiges dreiachsiges Gebäude mit rundbogigen Doppelfenstern. Die ehemalige Kirche war der Geburt der allerheiligsten Jungfrau Maria geweiht. 1926 erfolgte eine Geschoßteilung, wodurch die heutige einjochige Kapelle entstand. | BDA-Hist.: Q1590705 Status: Bescheid Stand der BDA-Liste: 2025-06-30 Name: Ehem. Kapuzinerkloster, Altes Krankenhaus GstNr.: 200/2, 200/5, 200/6 Castle Kinsky in Freistadt                                                                  |
| ja   | Datei hochladen | Kath. Filialkirche, Liebfrauenkirche Maria Hilf HERIS-ID: 25307 Objekt-ID: 21728                                                    | bei Schmiedgasse 2 Standort KG: Freistadt            | Wurde 1345 erstmals erwähnt. Die Hussiten brannten die Kirche 1422 nieder, die Kirche wurde daraufhin im gotischen Stil wieder aufgebaut. Die Welle der Barockisierung in Freistadt erfasste diese Kirche nicht, somit blieb die Kirche seit dem 15. Jahrhundert fast unverändert und ist als ein echtes Juwel aus der Gotik bis zum heutigen Tag erhalten. | BDA-Hist.: Q1712596 Status: § 2a Stand der BDA-Liste: 2025-06-30 Name: Kath. Filialkirche, Liebfrauenkirche Maria Hilf GstNr.: .317/1 Liebfrauenkirche Freistadt                                                                             |
| ja   | Datei hochladen | Kath. Pfarrkirche hl. Katharina HERIS-ID: 25311 Objekt-ID: 21732                                                                    | Hauptplatz 23 Standort KG: Freistadt                 | Die Kirche wurde im 13. Jahrhundert als romanische Kirche errichtet, im 14. und 15. Jahrhundert gotisiert und auf eine fünfschiffige Basilika ausgebaut. In der Barockzeit wurde die Kirche wiederum umgebaut, bevor 1967 die ursprüngliche Gotik wieder weitgehend hergestellt wurde. Heute ist die Stadtpfarrkirche die einzige fünfschiffige Kirche Österreichs. | BDA-Hist.: Q2327793 Status: § 2a Stand der BDA-Liste: 2025-06-30 Name: Kath. Pfarrkirche hl. Katharina GstNr.: .28 Stadtpfarrkirche Freistadt                                                                                                |
| ja   | Datei hochladen | Stadtmauer HERIS-ID: 19748 Objekt-ID: 16046                                                                                         | Standort KG: Freistadt                               | In vollem Umfang historisch erhaltene Stadtbefestigung, urkundlich erwähnt 1337. Innere Stadtmauer bis Mitte des 14. Jahrhunderts errichtet. Gesamt ausgebaut bis Mitte des 16. Jahrhunderts. Seit Mitte des 17. Jahrhunderts Anbau von Häusern, Durchbrüche für Fenster etc. Seit Ende des 18. Jahrhunderts Nutzung des Zwingerbereiches. Die aus Mantelmauer, Graben, Zwingermauer und innerer Stadtmauer bestehende Befestigung mit Türmen bewehrt. | BDA-Hist.: Q64031871 Status: § 2a Stand der BDA-Liste: 2025-06-30 Name: Stadtmauer GstNr.: 6, 7/1, 7/2, 75, 101, 9, 10, 38/2, 45, 47/2, 47/3, 102, 54/2, 48, 84/1, 1478/3, 1543, 1477/2, 1476/19, 1521/1, .177/3, 2486 Stadtgraben Freistadt |
| ja   | Datei hochladen | Figurenbildstock hl. Leonhard HERIS-ID: 20537 Objekt-ID: 16841                                                                      | Böhmer Gasse 13, in der Nähe Standort KG: Freistadt  | Barocke Figur aus dem 1. Viertel des 18. Jahrhunderts, auf hohem, volutenflankierten Sockel mit Wappen und Inschrift. Fast quadratische Einfassung mit Steinbalustrade zwischen gedrungenen Pfeilern. | BDA-Hist.: Q37854621 Status: § 2a Stand der BDA-Liste: 2025-06-30 Name: Figurenbildstock hl. Leonhard GstNr.: 1521/1 Statue of Saint Leonard, Freistadt                                                                                      |

## Ehemalige Denkmäler
| Foto |                 | Denkmal                                                     | Standort                           | Beschreibung | Metadaten |
| ---- | --------------- | ----------------------------------------------------------- | ---------------------------------- | --- | --- |
| ja   | Datei hochladen | Bauernhof (Anlage), Weissenböckhof Objekt-ID: 16133bis 2019 | Galgenau 13 Standort KG: Freistadt | Revitalisierter Hausruckhof (Einspringer) des 19. Jahrhunderts mit älteren Teilen. Im Inneren Vorhaus mit Stichkappentonne des 16. Jahrhunderts. Im Obergeschoß Stube mit geschnitzter Holzdecke, wohl 18. Jahrhundert. | BDA-Hist.: Q37849267 Status: § 2a Stand der BDA-Liste: 2019-01-23 Name: Bauernhof (Anlage), Weissenböckhof GstNr.: .1160 Weissenböckhof |